# イズミヤ
イズミヤ（英: Izumiya）は、呉服店をルーツとする関西圏のスーパーマーケットチェーンで、関西フードマーケットの子会社。阪急阪神東宝グループ（旧阪急東宝グループ）に属し、大阪府大阪市西成区に本社を置く。
2014年6月1日に、阪急阪神百貨店の親会社であるエイチ・ツー・オー リテイリング（H2O）と株式交換により同社の完全子会社化され、2023年4月に阪急オアシスと合併し「イズミヤ・阪急オアシス株式会社」となったため法人としては消滅したが、「イズミヤ・阪急オアシス株式会社」の誕生後も店舗名としては存続している。
本項では、株式会社エイチ・ツー・オー商業開発、ならびに株式会社エイチ・ツー・オーアセットマネジメントについても扱う。

## 概要
近畿地方一円を地場とする。
以前は九州地方、中部地方、中国地方、関東地方でも展開していたが、2009年1月31日の真正店の閉店をもって中部地方から、2016年8月21日の津高店の閉店をもって中国地方から、2017年5月10日の検見川浜店の閉店をもって関東地方から、2020年2月20日の宮崎店の閉店をもって九州地方から撤退した。
かつては総合スーパー（GMS）業態での出店が主力であったが、近年は食品スーパー「デイリーカナート」での出店に力を入れており、さらに低コスト運営に注力した『まるとく市場』という業態も展開している。当該業態による、既存の小型・不採算店舗の再生にも取り組んでいる。

### 社名について
社名の由来は「ヤコブの泉」として知られる聖書箇所（「ヨハネによる福音書」4章13-14節）より。創業者、和田源三郎はクリスチャンだったことにちなむ。
主力業態の一つであるデイリーカナートの「カナート」もアラビア語で「オアシス」の意味であり、「泉」にちなんだものとなっている。中国・九州地区を地盤とする同業の株式会社イズミ（本社・広島市）をはじめ、全国各地に類似した名称の企業が少なからずあるが、それらとの関係はない。

## 歴史

### いづみや呉服店
創業者の和田源三郎は体が弱く、小学5年生だった1907年に大阪市内の老舗呉服店へ見習いとして出された。1918年に実家へ戻り、家業だったいづみや石ケンの製造・卸売を行い、自転車で行商した。その際に安売りして繁盛している店を見たことから、薄利多売が肝要だと考えるようになる。また、行商をしながらも大阪市川口にあるキリスト教聖公会の付属商業高等学校で学び、キリスト教を厚く信仰するようになった。
商売方法を巡る父との対立から、翌年には東京の呉服店へ勤務したが、その呉服店の方法も源三郎の理想と離れていて、店の経営も傾いたため、1920年には取引先の協力を得て自ら行商を始めた。商売は軌道に乗ったが、1921年（大正10年）、けがをした父親から大阪へ戻るよう言われ、帰阪した。同年5月3日、西成郡今宮町の公設市場横にあった私設市場へ父親が借りた物件で、いづみや呉服店を開業した。父親の出した資金と自分の手持ち資金を合わせた開業資金は3000円ほど。これでは店舗開設を行うと仕入れに使える金額がわずかだった。少しでも売り上げを増やすため、いづみやの信条を店に掲げて安売りを行い、初年度に3万円を売り上げるなど、繁盛するようになった。
人口増加などを受けて、1926年（大正15年）秋には同じ西成区に玉出支店を開設し、家族で移住する。しかし、1933年（昭和8年）に日曜学校の知り合いのため自分名義で銀行から融資を受けたところ、その知り合いから偽造証券を渡されたことが判明。銀行に打ち明けると借金返済を求められ、資金のほとんどを失ってしまい、1934年（昭和9年）4月に花園町の創業地へ戻った。これまでは源三郎がクリスチャンであるため、日曜定休としていたが、定休日に店の商品を持ち出す従業員がいると判明したので日曜定休をやめた。この頃、売掛金の回収を兼ねた東京訪問の際、繁盛店として有名だった深川の扇屋で陳列方式を学んだが、同社が導入したばかりの複式簿記については学ばなかった。簿記について無知だったため、戦後の混乱期に法人税の追徴金を課せられた。
薄利多売を旨としていた源三郎だったが、いづみやよりも髙島屋の初売りのほうが同じ商品は安く販売されていたのを目の当たりにした。
このことで、他人への過信と帳簿不備への反省、大量仕入れの必要性を感じるようになった。

### GMSへの発展
1959年には久々の支店開設として、阪神電気鉄道尼崎駅前の中央商店街に尼崎店を出店し、衣料品のセルフサービス販売のチェーン展開を始めた。花園店より大型の支店となったが、翌年には花園店の増築、売上高10億円超えを達成したことで全国から見学者が相次いだ。1964年（昭和39年）から大学卒の男子従業員の採用を始め、1966年（昭和41年）には神戸デパートの一部に出店するなど、衣料品販売チェーンを拡大した。
食料品販売に関しても、1965年（昭和40年）には源三郎の親族が株式会社ダイワを設立し、大阪府能勢町でイズミストアを開き、翌年には鳳店、翌々年には我孫子店を開設した。1968年（昭和43年）にはいづみやがダイワを吸収合併し、食品部門の発展を図った。

### 2代目社長時代
1972年（昭和47年）にはチェーン展開や百舌鳥へのショッピングセンター開設を推進した専務の和田満治が社長に、源三郎は取締役会長に就任した。翌年の株式上場を控えての動きだった。1974年（昭和49年）、源三郎死去。同年に物価上昇などから赤字決算となり、当社の要請を受けてメインバンクの三井銀行や住友銀行（いずれも現在の三井住友銀行）から常務取締役が出向した。堅実経営を行ったため、店舗数は増えなかったが、1974年から1989年（平成元年）にかけて、売上高は3.7倍、利益は100倍以上となった。ただし、大阪周辺の不採算店の閉鎖の一方、全国チェーン化を図り、宮崎店を皮切りに関東、中部、中国地方への出店を行っている。
ところが、不動産会社秀和による忠実屋・いなげや事件に関し、同年秋の中間決算で当社幹部が不用意な発言を行った。このため、当社も、伊勢丹、松坂屋といった百貨店や長崎屋、東京スタイルと共に秀和による株の買い占めの対象となった。自社株買いのほか、住友銀行の協力で1991年（平成3年）に当社株の買い占め問題は決着した。

### 経営悪化
株の買い占め問題は決着したが、和田満治は1991年秋に社長在任のまま急逝。社長となった和田昭男のもとで数年間は年商4000億円を維持したが、1995年に4000億円を割り込み、源三郎の長男で関西学院大学教授の和田繁が社長、住友銀行出身の林紀男が副社長になった。2001年に林紀男が社長に就任したが、それ以前、満治が死去して以降は住友銀行の管理下に置かれていたとみられている。経営が不安定なため、首都圏の大型店舗についてはカルフールが取得に動いたが、当社は無視し続けた。
阪急西宮ガーデンズへの出店などを除いて積極策もなく、売上高が減少を続けていたところ、スーパー業界の営業利益率はリーマン・ショック後の安売り競争で下がった。特に当社の店舗が多い大阪は値段競争が激しく、同じ近畿地方が地盤の平和堂、ライフコーポレーション、オークワを下回るほどとなった。利益率が低いもののGMSでも主力商品となっていた食品の売上比率が他社の7 - 8割より低い6割ほどにとどまり、衣料品の売上比率が高かった。このため、ファストファッションなどとの競争にさらされ、2013年度まで売上は5年間で2割減少した。

### 阪急阪神東宝グループ入り
当社はジャスコ（現・イオン）、ユニー、フジなどと個別に提携したのみで、長年、他社との経営統合に否定的だった。しかし、消費者の節約志向の中で、ドラッグストアやコンビニエンスストアも交えた競争に追い込まれていった。2013年3～11月期の売上高は前年同期比0.6％減の2546億円、営業利益も約4割減の9億円にとどまった。
一方、阪急阪神東宝グループ（阪急阪神グループ）で小売業を手掛けるエイチ・ツー・オー リテイリング（H2O）は、食品スーパーの阪急オアシスやそば店の家族亭も経営していたが、阪急百貨店や阪神百貨店を運営する阪急阪神百貨店が利益の7割と大半を稼いでいた。阪急阪神百貨店では高級品の販売は好調なものの、商業施設の過当競争から、阪急百貨店うめだ本店の建て替え後の売上目標も引き下げざるを得なかった。H2Oの会長だった椙岡俊一は、新たな収益の柱として食品スーパー事業を拡大し、近畿地方での存在感を高めることを望んだ。イズミヤとしても近畿地方の店舗の大量閉鎖や人員削減ではなく、仕入れ先や総菜の製造の一本化によるコスト削減、H2Oが阪急阪神ホールディングスと取り組むSTACIAポイント（現在のSポイント）会員の拡大と囲い込みを目指す方向性に関して一致し、経営統合に至った。
これ以前の2008年、阪急阪神ホールディングス傘下の阪急電鉄は複合商業施設の阪急西宮ガーデンズを開業した。核店舗として、阪急百貨店の西宮阪急やTOHOシネマズ西宮OSに加え、イズミヤ西宮ガーデンズ店が入居している。
エイチ・ツー・オー リテイリングでは、当社との経営統合以前から阪急阪神百貨店が博多阪急や阪急メンズ東京を展開している。しかし、関西ドミナント戦略を経営の柱としているため、遠隔地のイズミヤの店舗は2020年の宮崎店閉鎖をもってすべて撤退した。

### 売場再編
H2O社長の鈴木篤は約120店の売場や顧客を見直し、改善策を練り、2015年度から店舗の建て替えや改装、統廃合に着手すると述べた。当社のような総合スーパーは人口減少、インターネット通販の拡大などの脅威もあって将来性は危ういため、大胆に改革する必要があるという。鈴木の述べた理由に加え、ユニクロなど専門小売店との競争にもさらされていた。
2020年度に、事業会社のイズミヤをスーパーマーケットを運営するイズミヤ、ドラッグストア大手のココカラファインと連携した日用品販売のCFIZ（店舗名：ココカラファイン×イズミヤ）、商業施設運営のエイチ・ツー・オー 商業開発の3社に分社化した。イズミヤは食品販売に特化し、日用品販売ではココカラファインの美容や健康関連の商品を扱って顧客満足度を上げる。そのほか、家電や家具、衣料品などの売場はエイチ・ツー・オー 商業開発としてテナント誘致（リーシング）することになった。ただし、祖業の衣料品に関しては一定のニーズがあることから、エイチ・ツー・オー 商業開発運営の店舗では、縮小しながらも直営売場を残している。

## 沿革

### イズミヤ株式会社（初代）→株式会社エイチ・ツー・オーアセットマネジメント
- 1921年（大正10年）5月3日[23] - 和田源三郎が、「いづみや呉服店」として大阪府西成郡今宮町大字今宮[要出典]で創業[24]（後の大阪市西成区花園南1-2-18[25]）。
- 1952年（昭和27年）4月15日 - 資本金125万円で（初代）「いづみや株式会社」を設立[1]。
- 1959年（昭和34年）8月 - 第2号店舗として兵庫県尼崎市に尼崎店を開店し、セルフサービス方式を導入[25]（店舗面積約560m2[26]）。

）。
- 1961年（昭和36年）11月 - 尼崎店に併設する形で「ダイワ尼崎店」（店舗面積約396m2）を開店[27]。
- 1962年（昭和37年）2月 - 「株式会社イヅミダイワ」を設立[28]。
- 1967年（昭和42年）
  - 6月1日 - 名鉄ターミナルビル内のメルサ5階に名古屋店を開店[29]。
  - 9月 - 日用雑貨の販売を開始[30]。
- 1968年（昭和43年）
  - 3月 - 食料品の販売を開始[30]。
  - 4月 - 日本初のショッピングセンターとして大阪府岸和田市に岸和田ショッピングセンターを開店[31]。
- 1970年（昭和45年）
  - 3月 - 家電・家具の販売を開始[30]。
  - 9月1日 - 当時休眠会社の「株式会社いづみや商店」が（初代）「いづみや株式会社」を吸収合併し（2代目）「いづみや株式会社」に商号変更（いわゆる株式額面変更目的の合併）[30][1]。
- 1972年（昭和47年）10月15日 - 「ヒグチ薬品産業」と共同出資で「いづみや薬ヒグチ」を設立[32]。
- 1973年（昭和48年）
  - 4月 - スポーツ・レジャー・旅行用品の販売を開始[25]。
  - 7月 - 現行ロゴマークを導入。同時に店舗ブランドがひらがなの「いづみや」からカタカナの「イズミヤ」に変更。
  - 9月14日 - 大阪証券取引所第2部に上場[2]。
- 1974年（昭和49年）
  - 4月 - 「日泉総合管理株式会社」を設立[広報 1]。
  - 7月1日 - 大阪証券取引所第1部に上場[3]。
  - 7月 - ジェーシービー・住友クレジットサービスのクレジットカードの取扱いを開始[33]。
  - 9月2日 - 名古屋証券取引所第1部に上場[3]。
- 1975年（昭和50年）
  - 2月 - ボウリング場事業から完全撤退[34]。
  - 春 - ユニー・忠実屋・ユニード・十字屋・丸紅が発足させた共同仕入れ研究会にジャスコと共に参加[35]。
- 1977年（昭和52年）
  - 3月 - 関連会社10社を吸収合併[36]。
  - 3月 - 全店の営業時間を「10時から19時まで」に統一[36]。
- 1978年（昭和53年）
  - 6月 - 尼崎店をディスカウントストアへ業態転換し、新装開店[37]。
  - 9月1日 - 東京証券取引所に上場[1]。
- 1979年（昭和54年）
  - 1月8日 - ユニー・ジャスコ・忠実屋・ユニードと共に開発輸入会社として「アイク株式会社」を設立[38]。
  - 2月 - 「いづみや労働組合」が「パートタイマー連絡協議会」を設置[39]。
  - 6月 - 「三和商事」とフランチャイズ契約を締結し、中国地方のFC店向け物流会社「ニューライフ」を設立[40]。
  - 9月 - 「イズミヤ株式会社」に社名変更[広報 1]。
- 1980年（昭和55年）
  - 3月 - FC事業部を設置し、小型スーパー1号店として「三友粉浜店」を開店[41]。
  - 4月 - 衣料品の強化のため、インショップの展開を開始[42]。
  - 7月 - 玩具専門店「ペリカン」を系列化[43]。
- 1981年（昭和56年）
  - 12月 - 自動車用品店の「オートファミリー」とホームセンターの「マーベル」を設立[44]。
- 1982年（昭和57年）
  - 3月23日 - 「友隣」の「南港配送センター」が稼働開始[45]。
  - 3月 - 「山口中央生活協同組合」へ衣料品・生活用品の供給を開始[46]。
  - 6月 - 「オートラマ関西」を設立[47]。
  - 10月 - 「大阪公設市場」とフランチャイズ契約を締結[48]。
  - 10月 - 大東市にホームセンター1号店を開店[48]。
- 1983年（昭和58年）
  - 3月 - 「サンスポーツ」を設立[49]。
  - 4月 - 「山口中央生活協同組合」と共同出資で「サンやまぐち」を設立[50]。
  - 9月 - 自社カード「イズミヤカード」の発行を開始[51]。
  - 10月 - POSシステムの導入によるオンライン化を開始[52]。

- 1987年（昭和62年）3月25日 - 関東進出1号店舗として茨城県牛久市に牛久店を開店[53]。
- 1994年（平成6年）
  - 7月22日 - SM業態1号店として「新大宮店」を開店[54]。
- 1995年（平成7年）4月3日 - 千葉県柏市に「千葉配送センター」を開設[55]。
- 1996年（平成8年）
  - 4月 - 農水産品・冷凍・冷蔵食品などを扱う「船橋配送センター」を開設[56]。
  - 6月 - インストアベーカリーの導入を開始[57]。
  - 10月5日 - SSM業態1号店として「玉手店」を開店[58]。
- 1998年（平成10年）
  - 2月25日 - 「デイリーカナート」1号店として御影店を開店[59]。
  - 6月15日 - 営業本部と関東本部を設置[60]。
- 2000年（平成12年）
  - 2月10日 - ジャスコのPB「トップバリュ」の供給を受けると発表[61]。
  - 2月29日 - 「デイリーカナート桑津店」を開業し、クッキングサポートサービスや宅配サービスを開始[62]。
  - 12月14日 - 「デイリーカナート衣料館」1号店として浜田町店を開店[63]。
- 2001年（平成13年）
  - 3月31日 - 希望退職を実施[64]。
  - 10月26日 - プライベートブランド「good-i」の販売を開始[65]。
  - 11月 - 顧客識別プログラムカード「食彩工房」を導入[66]。
- 2002年（平成14年）
  - 8月20日 - 大阪魚市場の連結子会社の食品スーパー「サミー」から2店舗の営業を譲受[67]。
  - 9月1日 - 「イズミヤ大阪センター」を伊藤忠食品に委託する常温一括物流センターとして本格的に稼働を開始[68]。
- 2003年（平成15年）
  - 3月27日 - 大阪の小売業「はやし」と資本業務提携[69]。
  - 5月 - 「はやし」の株式の約20%を取得し、持分法適用会社化[69]。
  - 6月 - 髙島屋のスーパー部門子会社「高島屋ストア」を買収して「カナート」に社名変更[70]。
  - 7月12日 - スーパーセンター1号店の「イズミヤ八尾店」を開店[71]。
  - 7月15日 - 「友隣」と「大阪デリカ」を完全子会社化[72]。
- 2004年（平成16年）11月 - 「株式会社サン・ロジサービス」を設立[広報 1]。
- 2007年（平成19年）
  - 3月 - 「株式会社カンソー」を設立[広報 1]。
  - 3月 - 新業態の食品スーパー「まるとく市場」1号店をデイリーカナートからの業態転換により大阪府茨木市に開店。
  - 8月 - アイクの株式を譲渡して同社から撤退[73]。
- 2008年（平成20年）
  - 3月 - 惣菜事業を「大阪デリカ」へ継承し、同社の商号を「株式会社デリカ・アイフーズ」へ変更[広報 1]。
  - 4月 - 中京地方を基盤とする流通業・ユニー[注 2]（愛知県）と業務提携。
  - 11月 - 「はやし」を完全子会社化。
- 2009年（平成21年）
  - 8月21日 - ユニー、フジ（愛媛県）と組んだ3社共同のプライベートブランド「スタイルワン」の販売を開始[74]。2年掛かりで「good-i」ブランドから「スタイルワン」に全面的に切り替える。
  - 9月 - 「ペリカン」と「テンファッションズ」を合併して「株式会社ビーユー」を設立[広報 1]。
- 2010年（平成22年）2月 - 伊藤忠商事と資本・業務提携することを発表。
- 2011年（平成23年）11月1日 - 同社グループの中国進出1号店として、蘇州泉屋百貨有限公司（本社：蘇州市）が運営する『泉屋百貨』が開業[75]。
- 2013年（平成25年）
  - 3月1日 - 「株式会社カンソー」と「メルシーサービス株式会社」を合併[広報 5]。
  - 6月1日 - 「株式会社ビーユー」と「株式会社アクトスポーツ」を合併[広報 5]。
  - 8月31日 - 「株式会社イズミヤクリエイティブパワー」を解散[広報 5]。
  - 10月31日 - 「株式会社エコロ」を解散[広報 5]。
  - 11月 - 大阪市住之江区に「食品プロセスセンター」を開設[広報 1]。
  - 11月30日 - 「株式会社アイリス」と「株式会社宮崎レマンホテル」を解散[広報 5]。
- 2014年（平成26年）
  - 5月28日 - 東京証券取引所のイズミヤ株式が上場廃止[6]。
  - 6月1日 - 阪急百貨店や阪神百貨店・阪急オアシスや家族亭などを運営するエイチ・ツー・オー リテイリング（H2O）と株式交換により同社の完全子会社化[6][広報 6][広報 7]。
  - 12月1日 - 「株式会社サン・ロジサービス」を吸収合併[広報 8]。
- 2016年（平成28年）
  - 6月1日 - 子会社であったサンローリー、デリカ・アイフーズ、カナートの株式を株式会社エイチ・ツー・オー食品グループに譲渡[広報 9]。
  - 7月1日 - イズミヤ株式会社（初代）が商号を株式会社エイチ・ツー・オーアセットマネジメントに変更。新設分割により設立したイズミヤ株式会社（2代）の全株式を株式会社エイチ・ツー・オー食品グループに譲渡[広報 10]。
- 2017年（平成29年）
  - 5月11日 - セブン&アイ・ホールディングスが、エイチ・ツー・オー アセットマネジメントにそごう神戸店と西武高槻店の2店を譲渡すると正式発表した[76]。
  - 10月1日 - そごう・西武から会社分割により、そごう神戸店と西武高槻店を事業承継[77][広報 11][広報 12]。
- 2019年（令和元年）
  - 9月30日 - そごう神戸店、西武高槻店が閉店。
  - 10月1日 - 上述の百貨店2店舗の運営を阪急阪神百貨店に移管[広報 12]。
  - 10月5日 - 旧そごう神戸店が神戸阪急、旧西武高槻店が高槻阪急として、それぞれ営業開始[広報 13]。
- 2021年（令和3年）4月1日 - イズミヤに関する資産を株式会社エイチ・ツー・オー商業開発へ吸収分割により承継。百貨店（神戸阪急と高槻阪急）に関する資産を残した株式会社エイチ・ツー・オーアセットマネジメントは、株式会社阪急阪神百貨店が吸収合併[広報 14]。

### イズミヤ株式会社（2代）→イズミヤ・阪急オアシス
- 2016年（平成28年）
  - 7月1日 - イズミヤ株式会社（初代）の新設分割により設立。イズミヤ株式会社（初代）から不動産事業を除く事業全般を継承[広報 10]。
  - 10月1日 - 生鮮食品の加工・販売事業を株式会社阪急フードプロセスに承継[広報 10]。
- 2020年（令和2年）4月1日 - 商業施設運営事業と衣料品・住居関連品販売事業を、株式会社エイチ・ツー・オー商業開発へ承継。
- 2021年（令和3年）4月1日 - 株式会社エイチ・ツー・オー食品グループの子会社株式管理事業がエイチ・ツー・オー リテイリングへ会社分割され、エイチ・ツー・オー リテイリングの直接の子会社となる[広報 14]。
- 2021年（令和3年）12月15日 - 株式交換により関西スーパーマーケットの子会社となる。
- 2022年（令和4年）
  - 4月 - 阪急オアシスと本社・本部機能を一元化[7]。
  - 10月 - 阪急オアシスと店舗運営機能を一元化[7]。
- 2023年（令和5年）4月1日 - 同じ関西スーパーマーケットの子会社である阪急オアシスへ吸収合併され、イズミヤ株式会社（2代）は解散。阪急オアシスは同日付でイズミヤ・阪急オアシス株式会社へ商号変更される[78]。

### 株式会社エイチ・ツー・オー商業開発
- 2019年（令和元年）10月4日 - 設立。[要出典]
- 2020年（令和2年）4月1日 - 商業施設運営事業と衣料品・住居関連品販売事業を、イズミヤ株式会社（2代）から継承。[要出典]
- 2021年（令和3年）4月1日 - イズミヤに関する資産を株式会社エイチ・ツー・オーアセットマネジメントから吸収分割により継承[広報 14]。

## 業態

### 現在の業態
イズミヤのうち八尾店、八幡店、堅田店、神戸玉津店、紀伊川辺店、くずはモール店の6店舗は、2020年4月よりエイチ・ツー・オー商業開発が運営。
- イズミヤ：総合スーパー（GMS）形態の店舗で、衣料・食品・住居用品を幅広く揃える。駅前立地が多い。
- スーパーセンター：スーパーセンター形態の店舗。ワンフロアで食料品、衣料品、住居関連品の全てが揃う。工場跡地や埋め立て地を活用した広大な敷地に立地している。
- カナート：ショッピングセンター形態の店舗。2015年時点ではカナート洛北のみだったが、2018年7月21日(土)にイズミヤ住道店を建て替えQANAT MALL（カナートモール） 住道として、2018年12月13日(木)にイズミヤ伏見店を建て替えQANAT MALL（カナートモール） 伏見[出典無効]として、オープン。[要出典]
- デイリーカナート：店舗面積約1,000m2のスーパーマーケット（SM）形態の店舗[79]。同業他社の店舗を、買収により転換した店もある。
- まるとく市場：まるとく市場参照。

### 過去に存在した業態
- FISMY：ターゲットをピュアヤング（16歳から22歳）に絞った衣料専門大型店。京都（京都アバンティ）・心斎橋の2店舗を展開していたが、心斎橋店は2009年8月に閉店。京都店についても店舗運営をOPAに全面委託した際にFISMYの名称を外し、この業態から撤退した。[要出典]

## ロゴマーク
1973年（昭和48年）、それまで○の中に「泉」だったロゴマークを大きく変更。太陽をモチーフにしたもので、右側の橙色は太陽のコロナを指し、左側の黄緑色は草を指す。景観条例がある京都市や奈良市の店舗では青色に統一されている。まるとく市場ではこの太陽のロゴマークを使用していない。なお、○の中に「泉」のロゴマークは現在も正式な社章として、株券や社員バッジなどで使われている。
このロゴマークは、かつての「忠実屋」（1994年（平成6年）にダイエーに吸収合併）のマーガレットをイメージしたロゴマークと酷似するが、製作者は別である。

## テーマソング
- 「明日へ吹く風」[広報 16]
- 「お散歩気分で」[広報 16]
- 「しあわせくるくる」[広報 16]

## 店舗

### スーパーマーケット

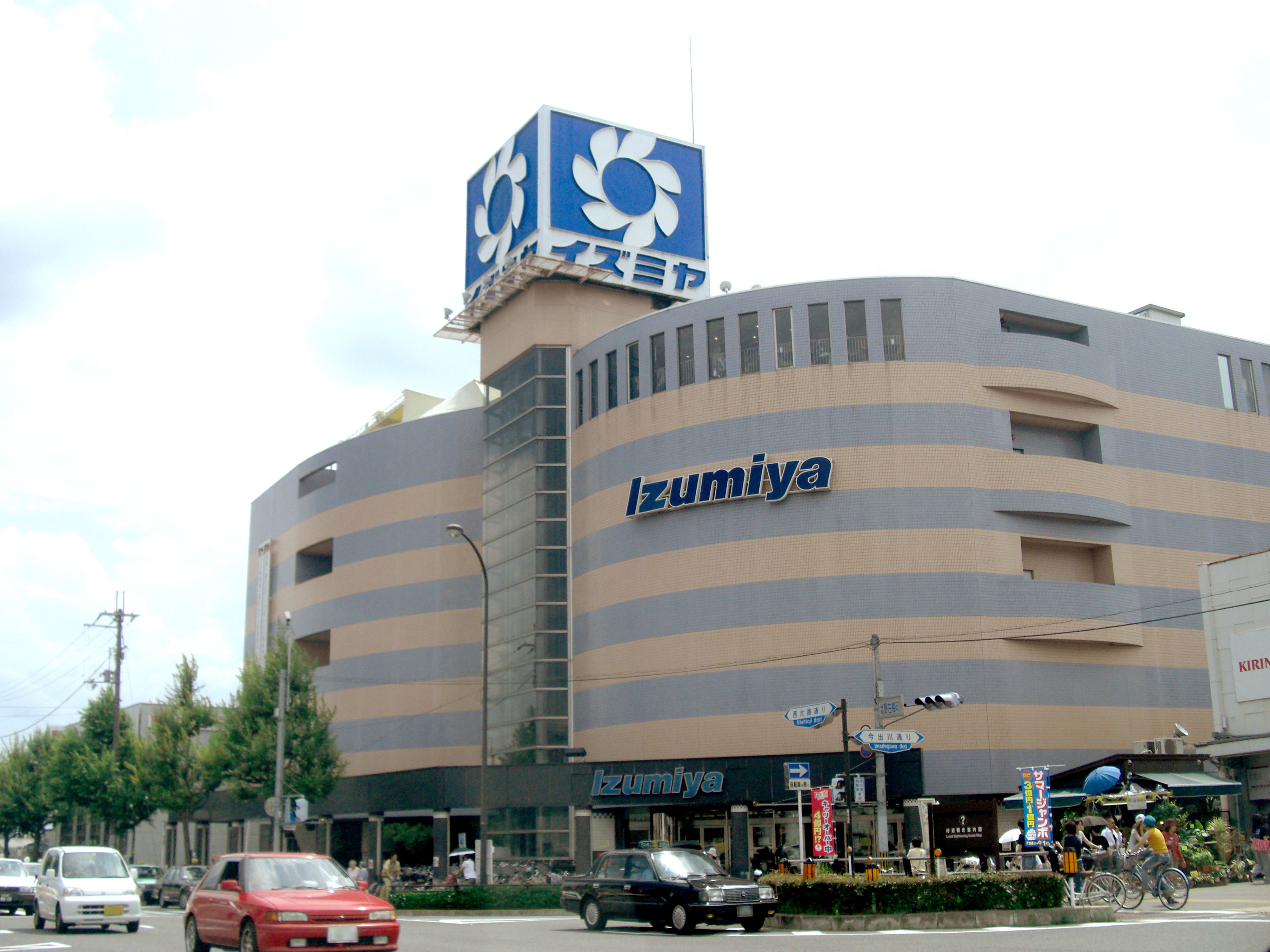
イズミヤ白梅町店（京都市北区）
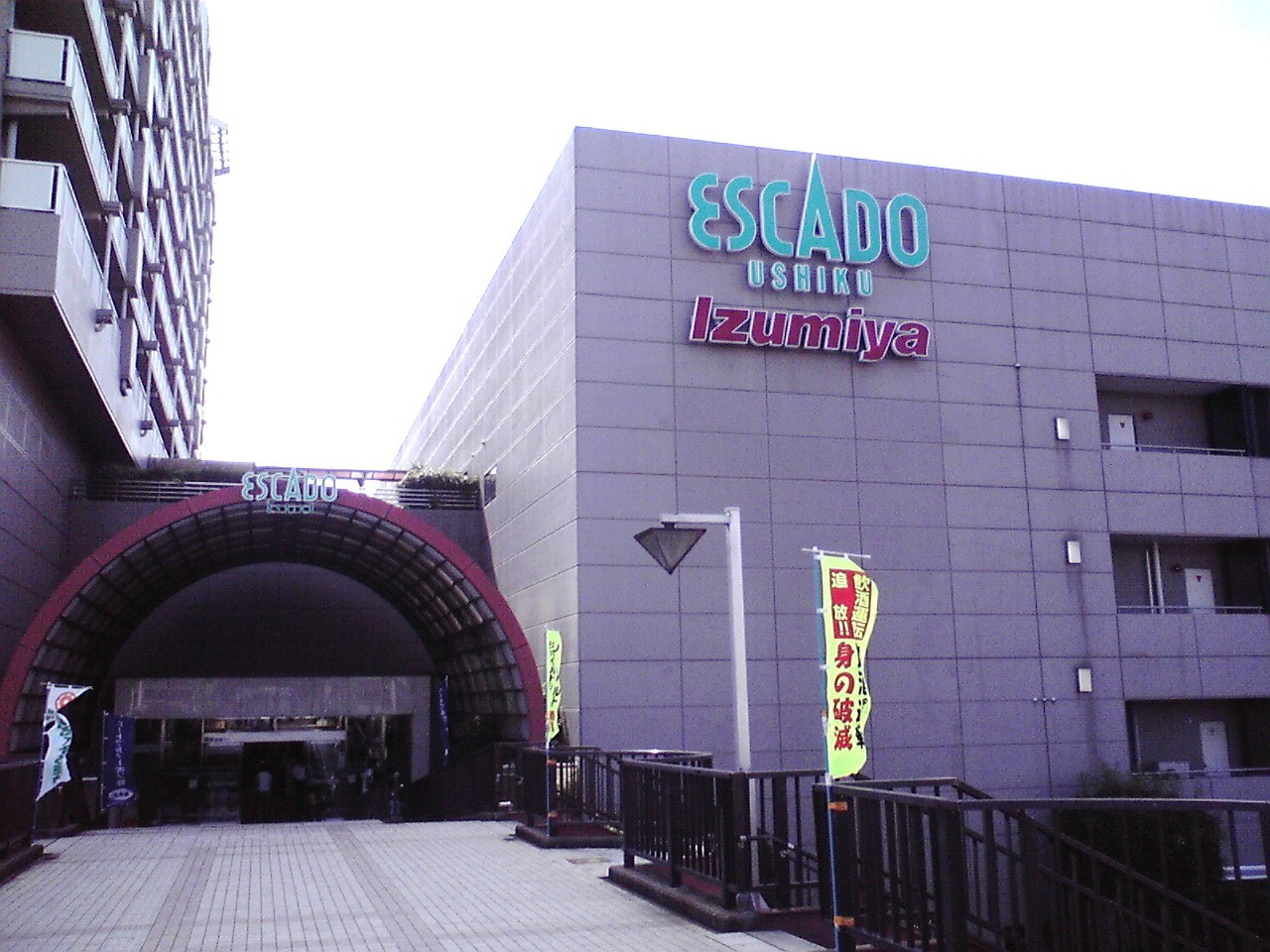
エスカード牛久（イズミヤ牛久店） 関東第1号店（茨城県牛久市／2017年2月1日閉店）
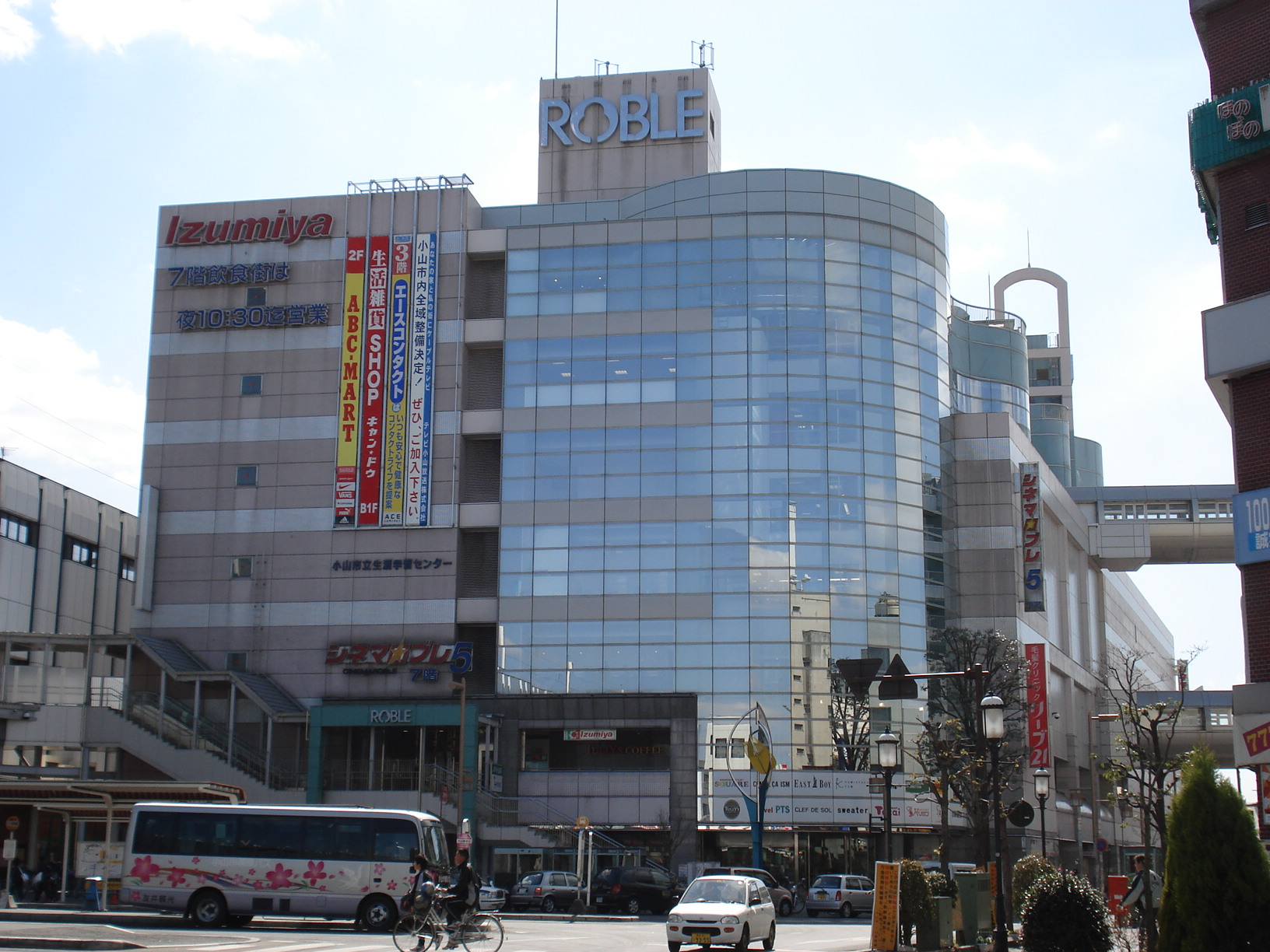
イズミヤ小山店（栃木県小山市／2015年8月31日閉店）
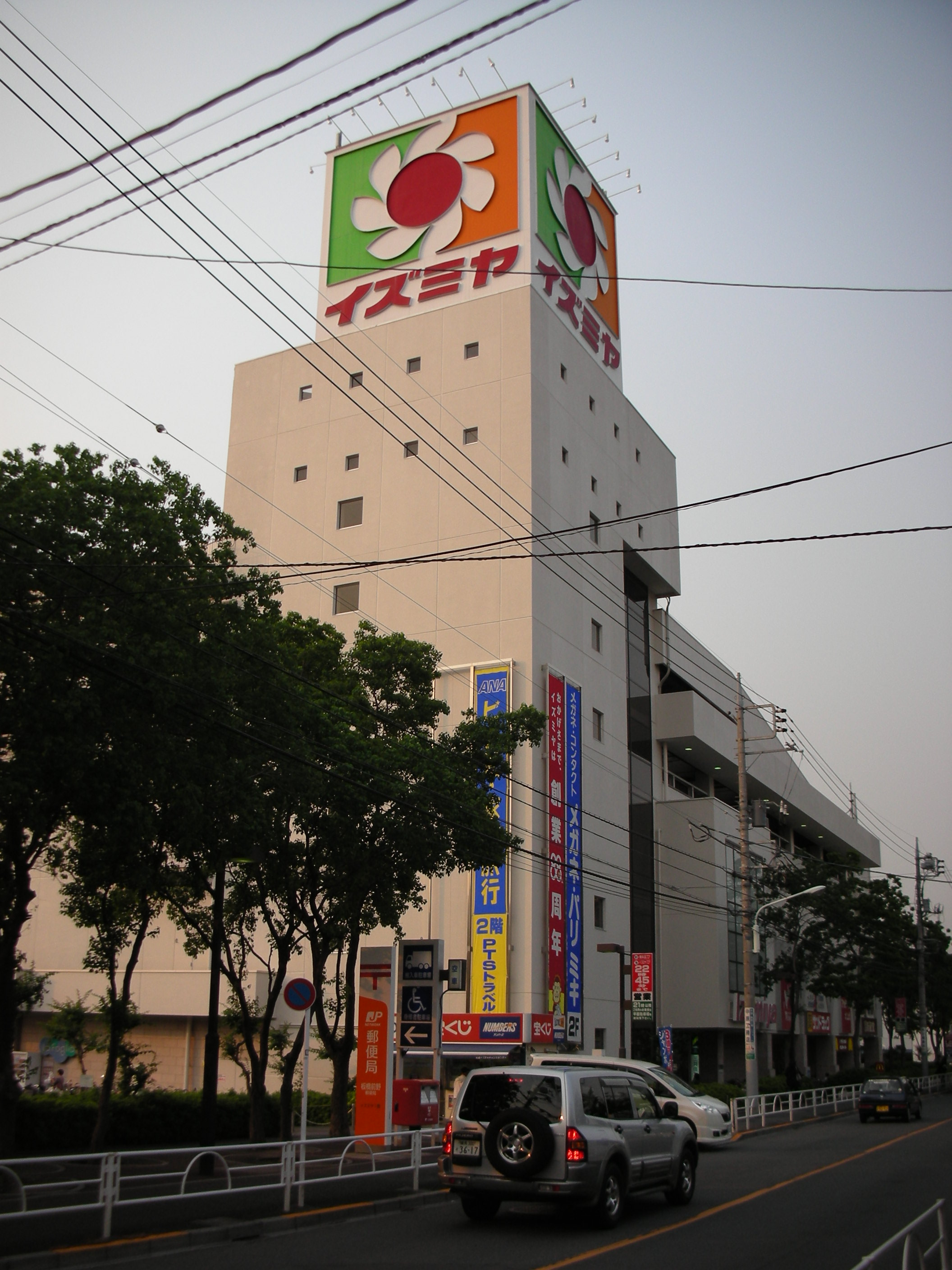
イズミヤ板橋店（東京都板橋区／2015年2月15日閉店）
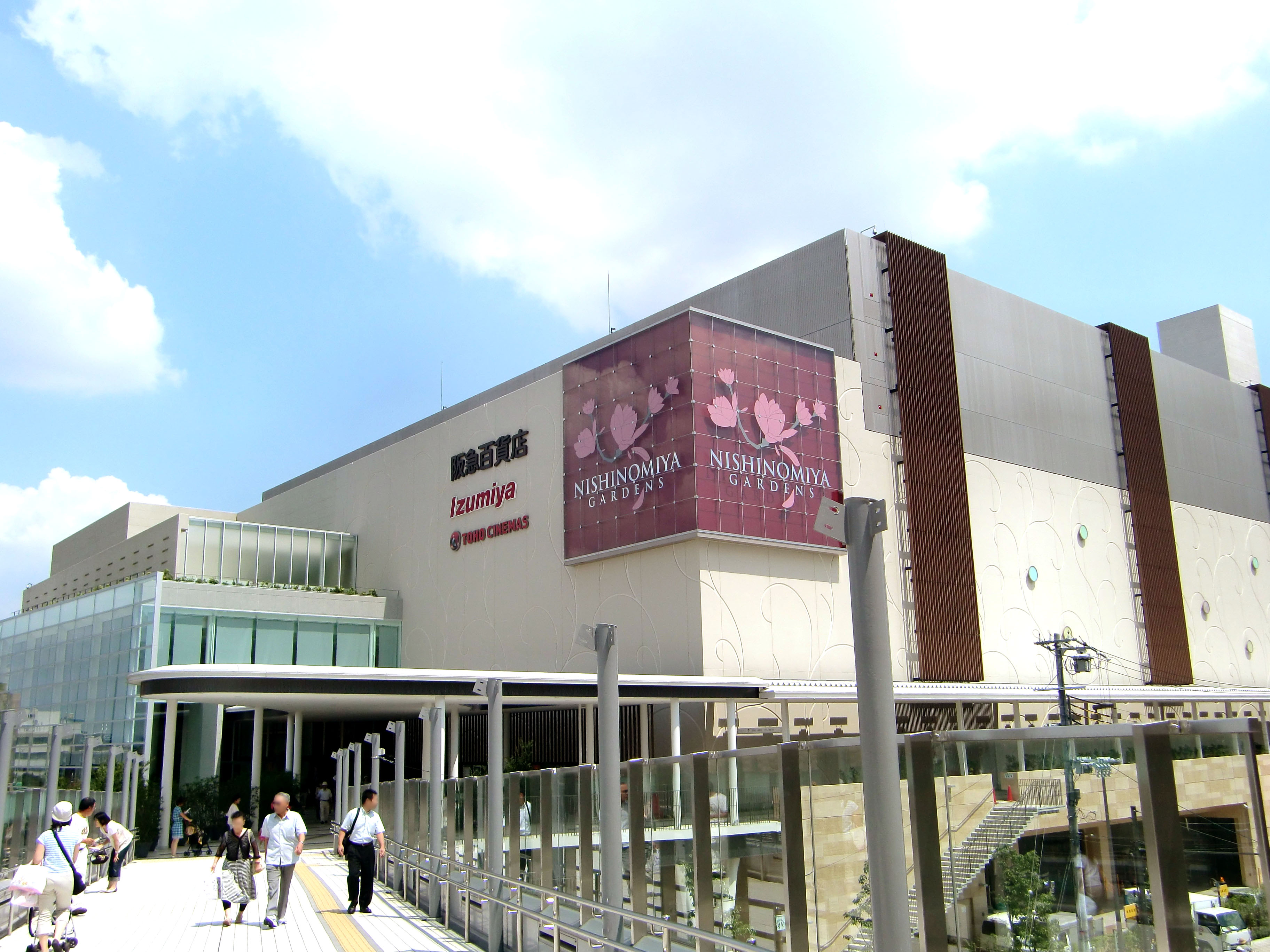
イズミヤ西宮ガーデンズ店 （兵庫県西宮市）
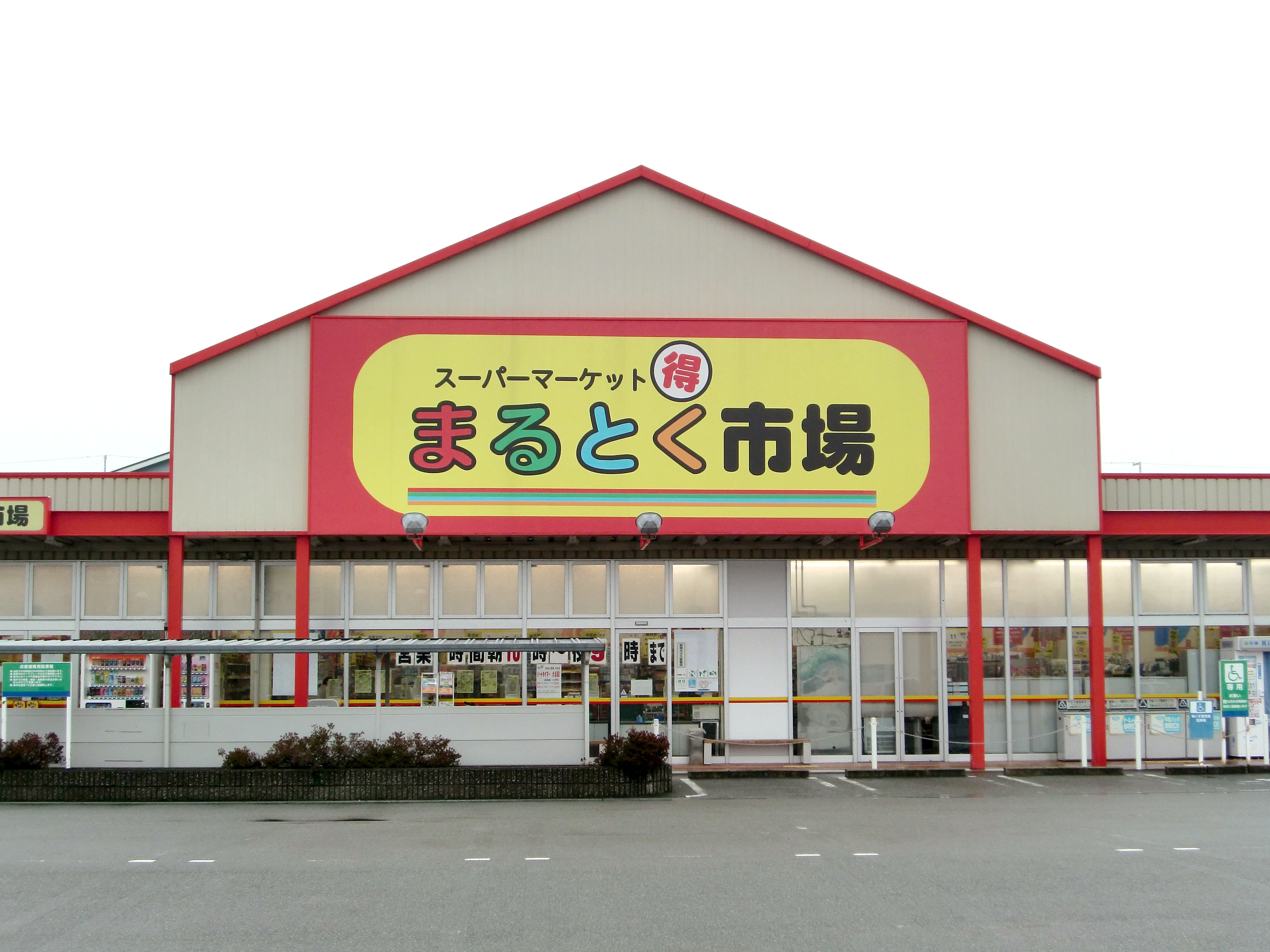
まるとく市場平田店 （イズミヤが運営・大阪府茨木市）
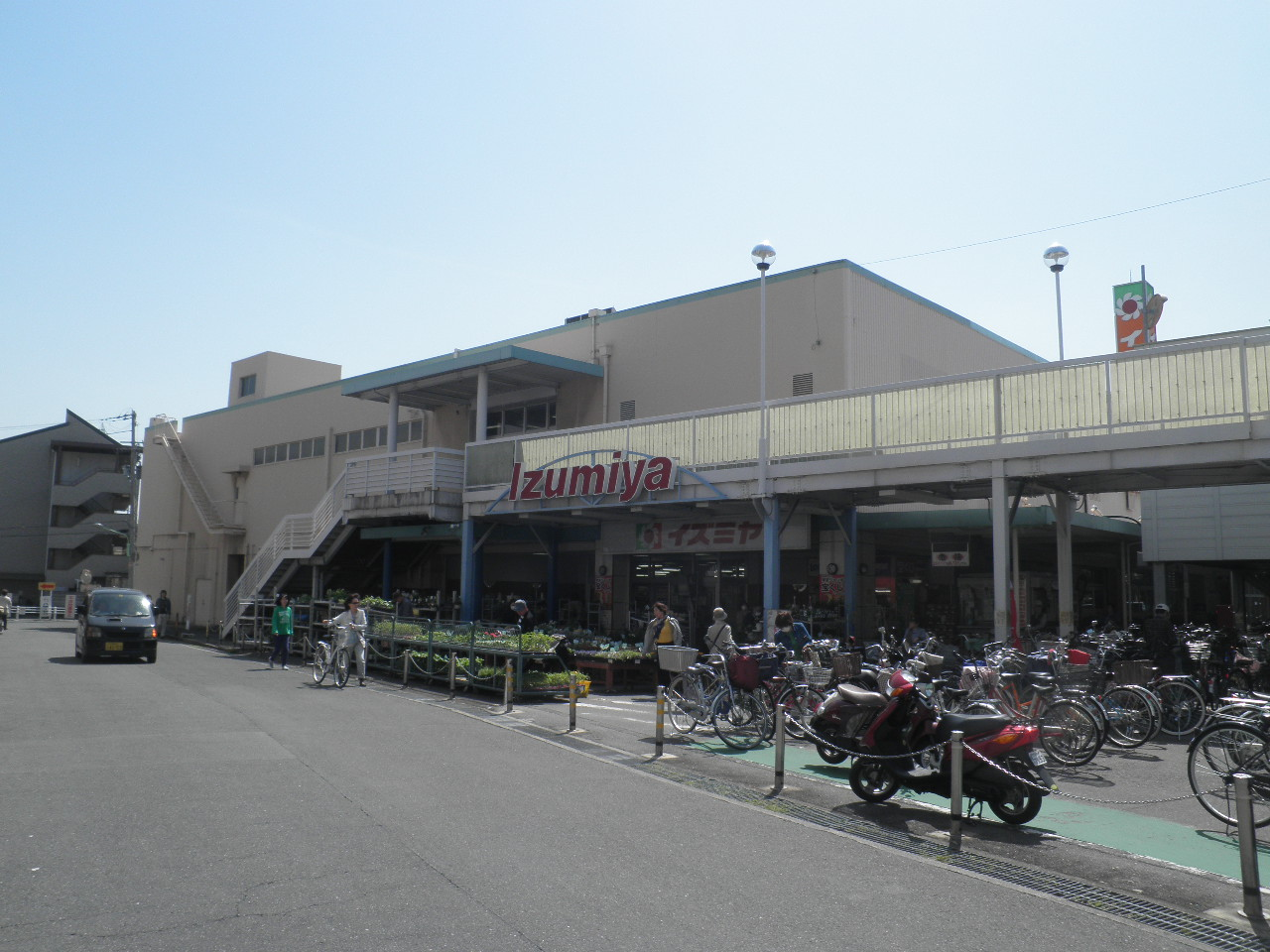
イズミヤ住道店（大阪府大東市／2016年12月31日閉店）
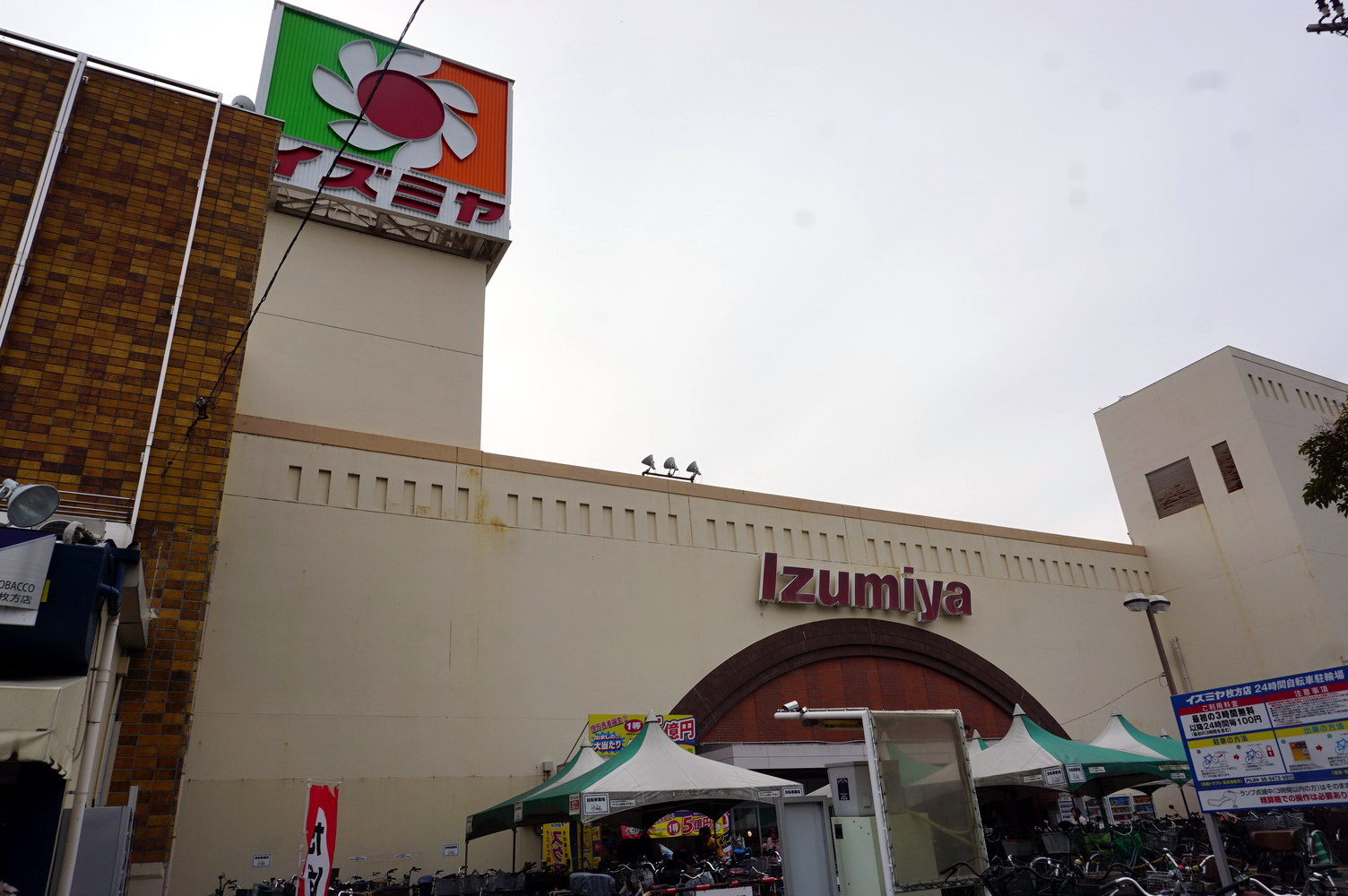
イズミヤ枚方店（大阪府枚方市）
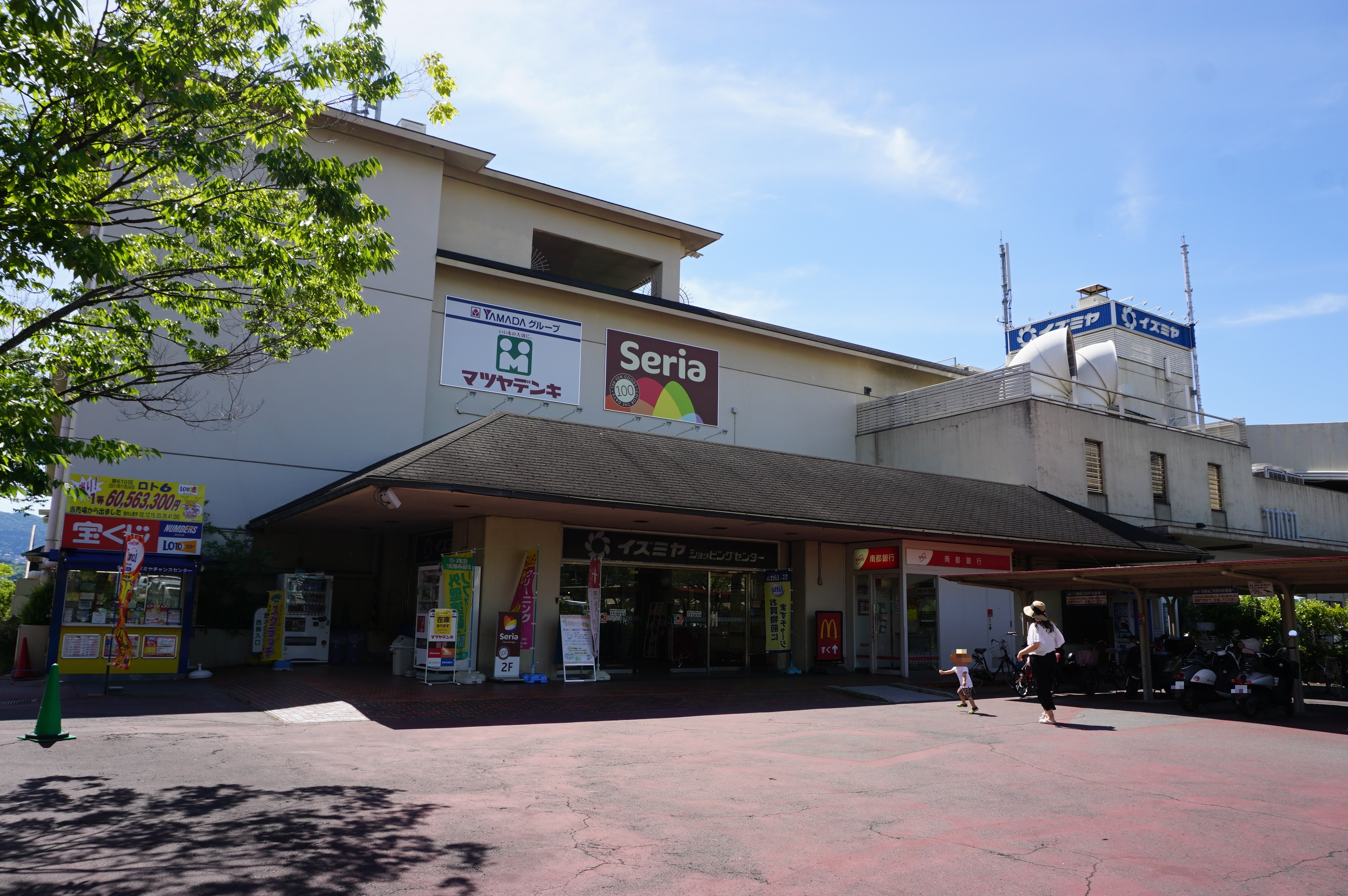
イズミヤ学園前店（奈良県奈良市）
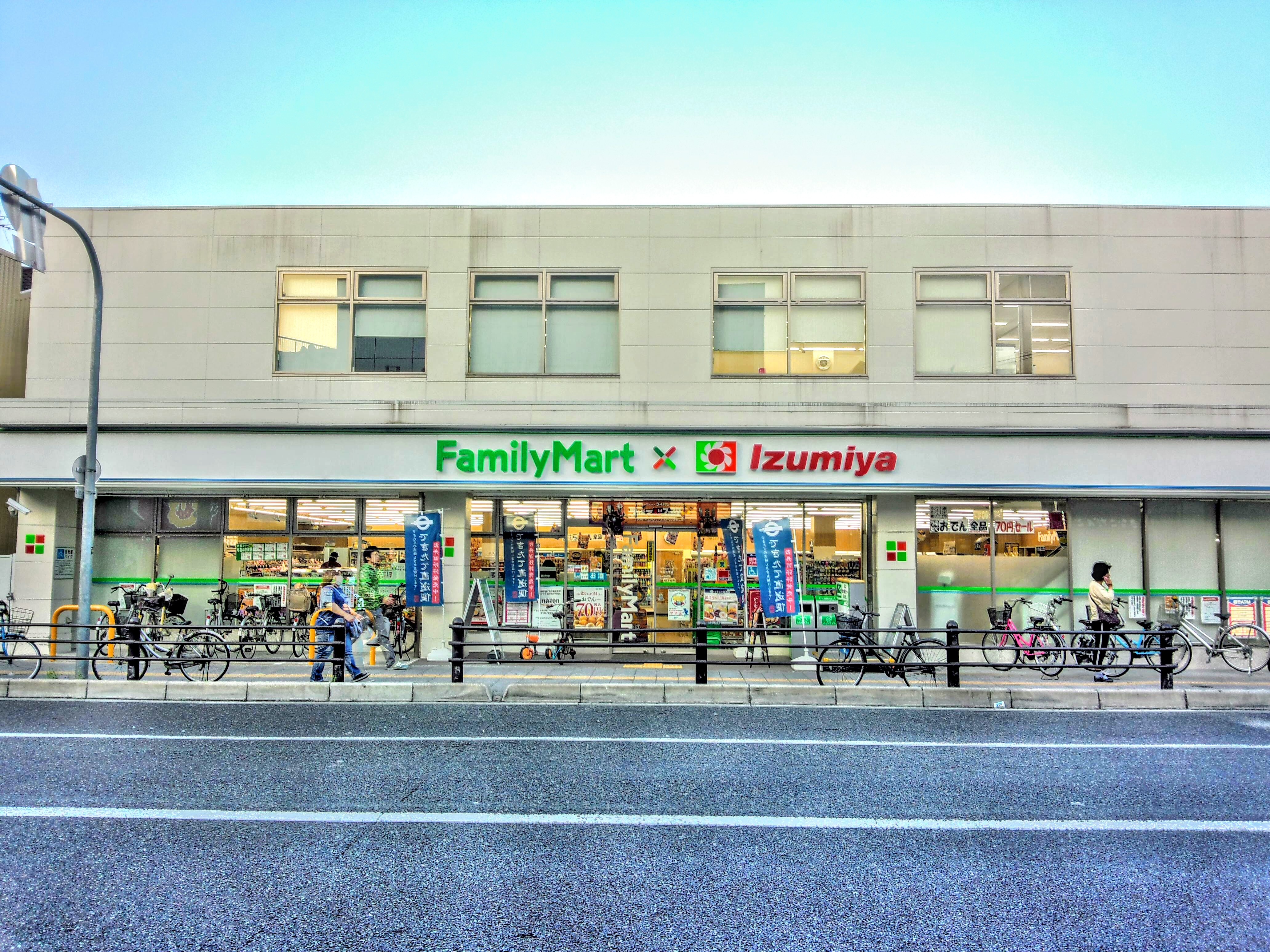
ファミリーマート×Izumiya
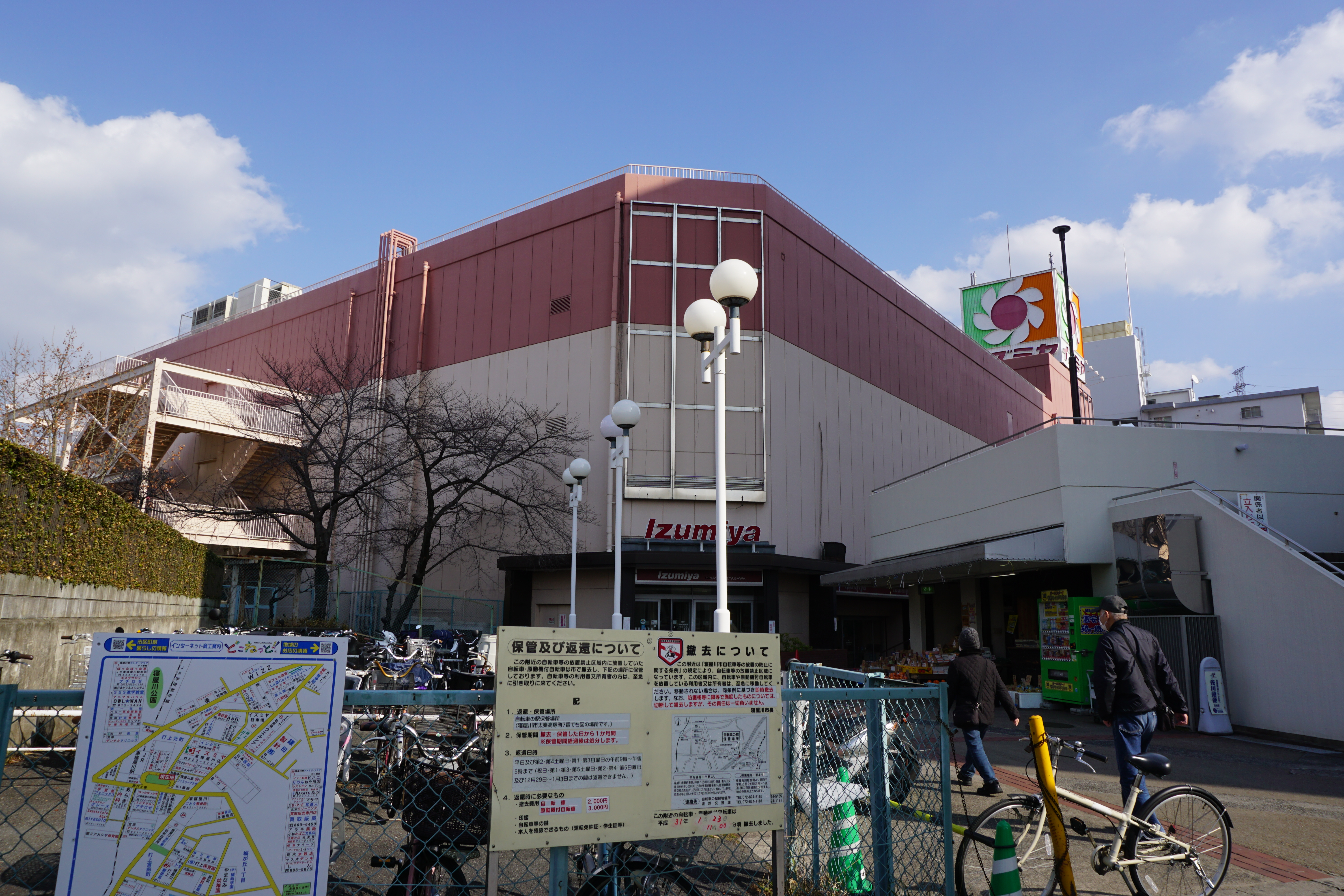
イズミヤ東寝屋川店（大阪府寝屋川市／2019年5月6日閉店）
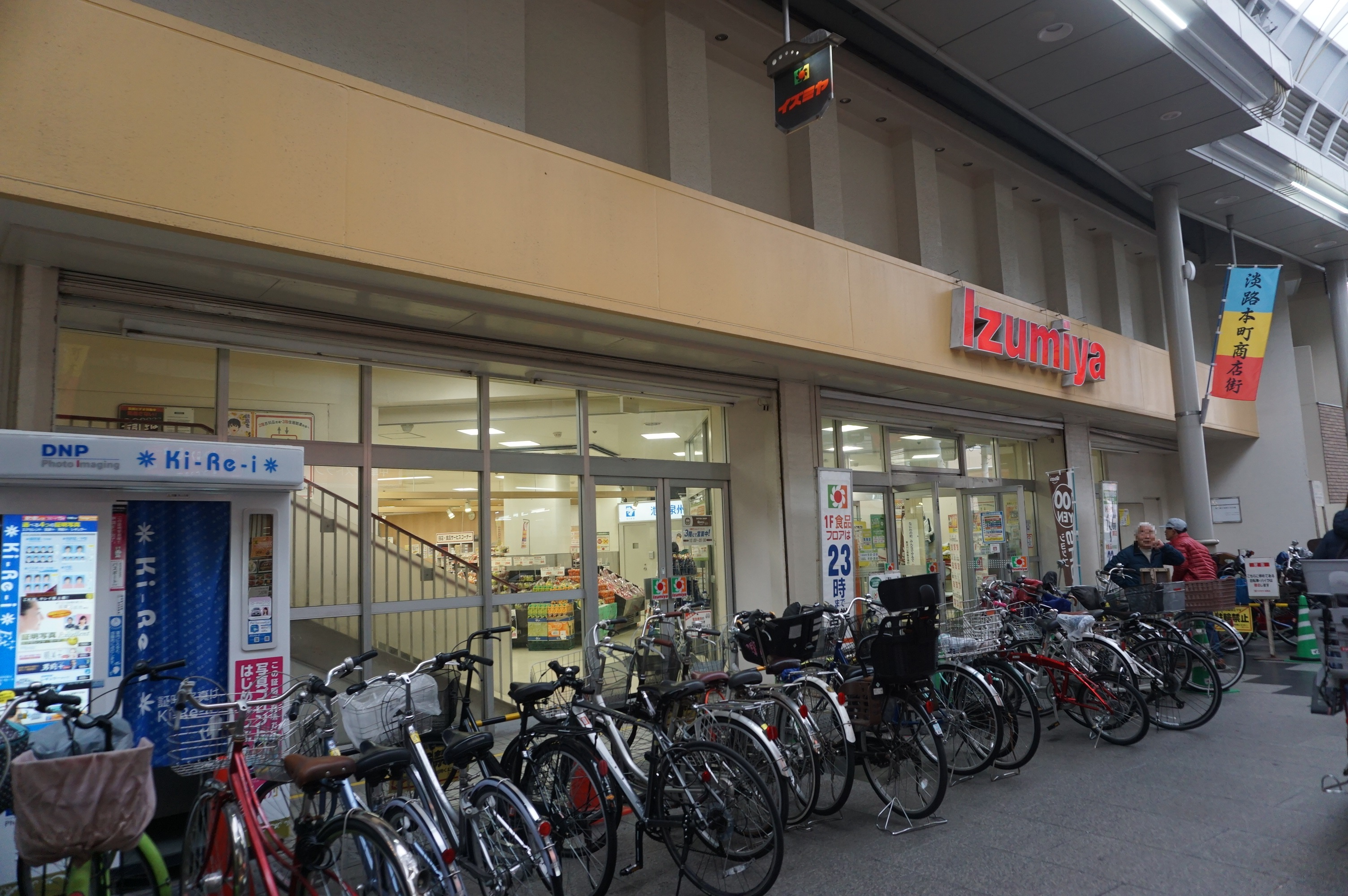
イズミヤ淡路店（大阪市東淀川区）
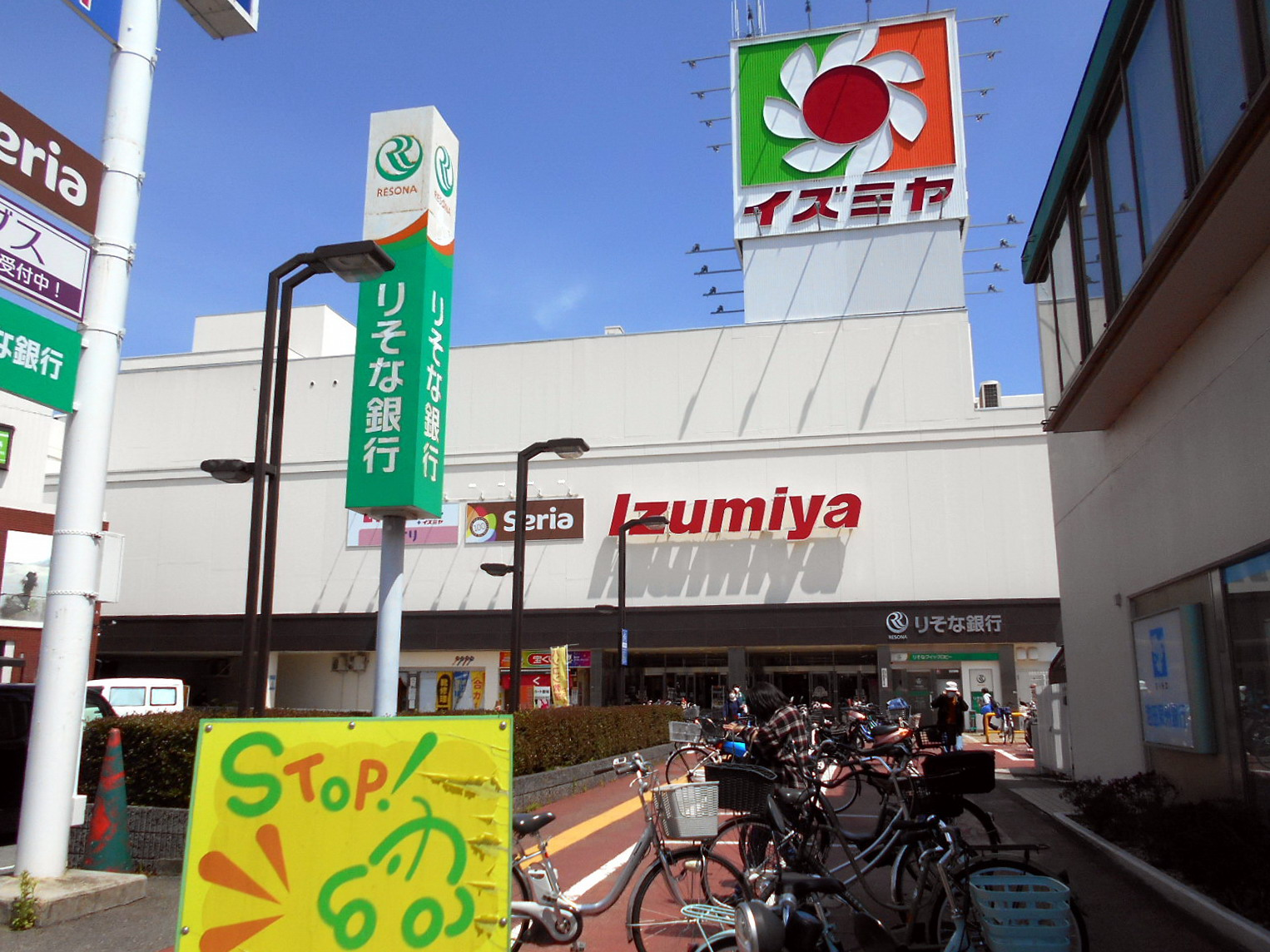
イズミヤ多田店（兵庫県川西市）
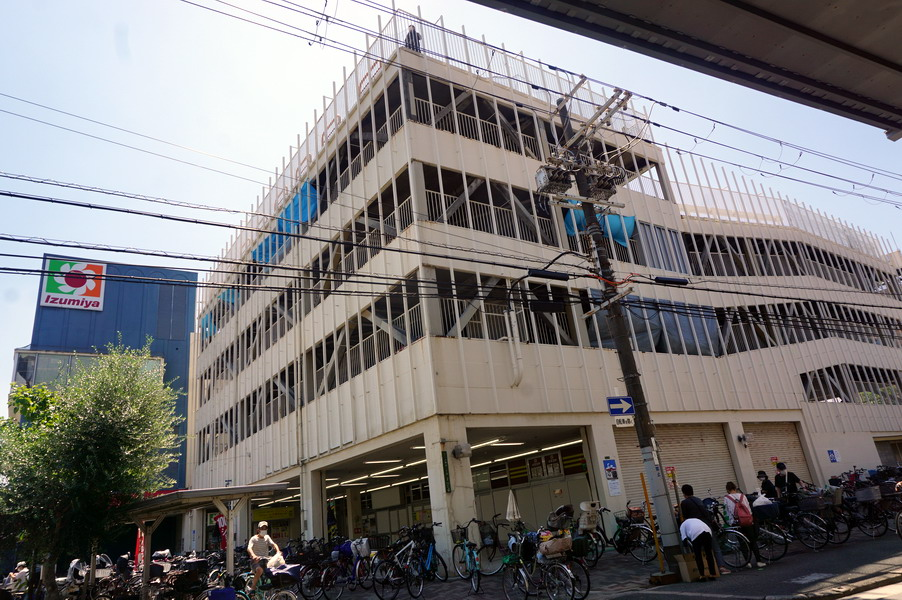
イズミヤ上新庄店（大阪市東淀川区／2021年8月29日閉店）
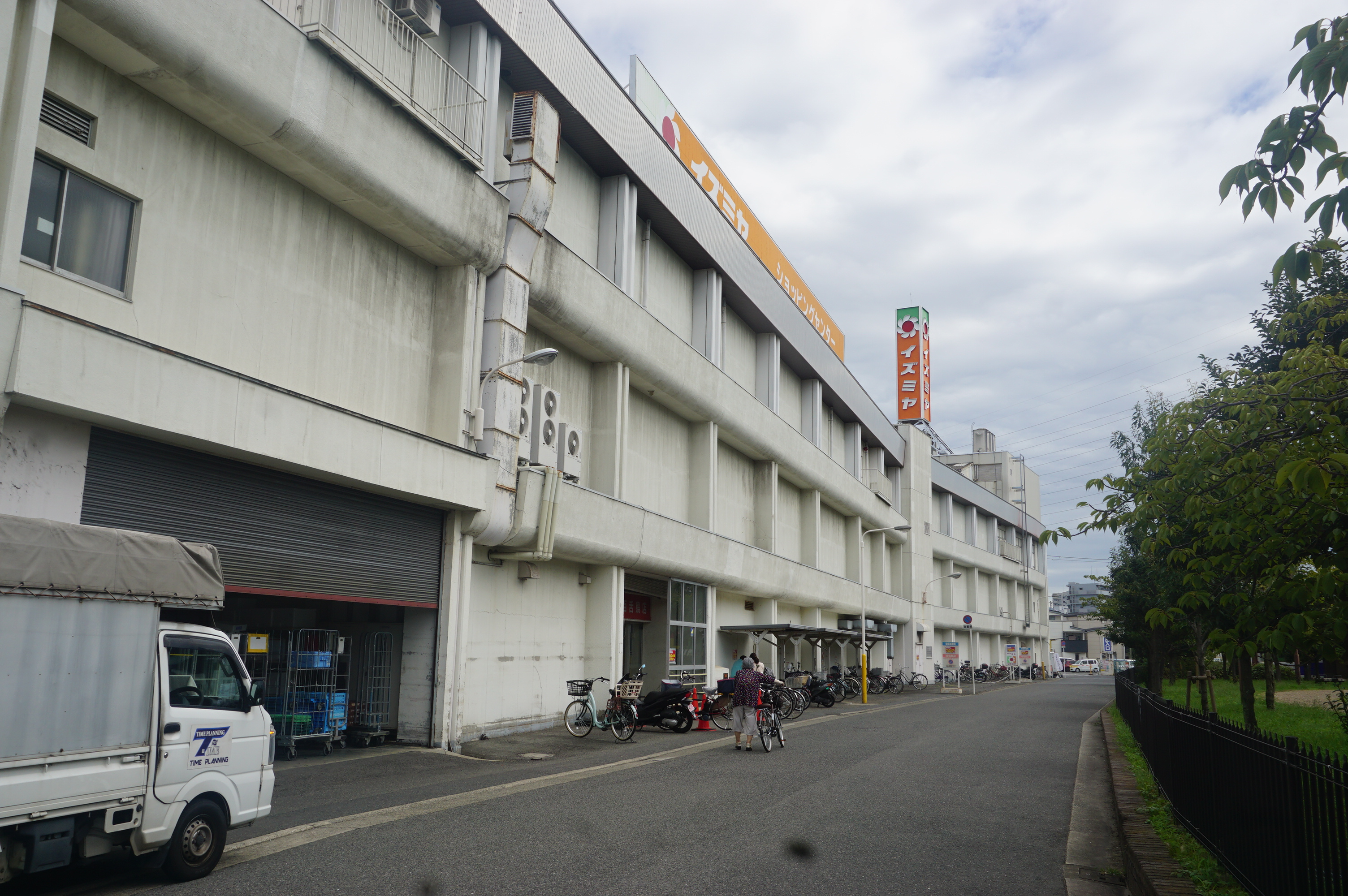
イズミヤ百舌鳥店（大阪府堺市堺区／2021年10月3日閉店）
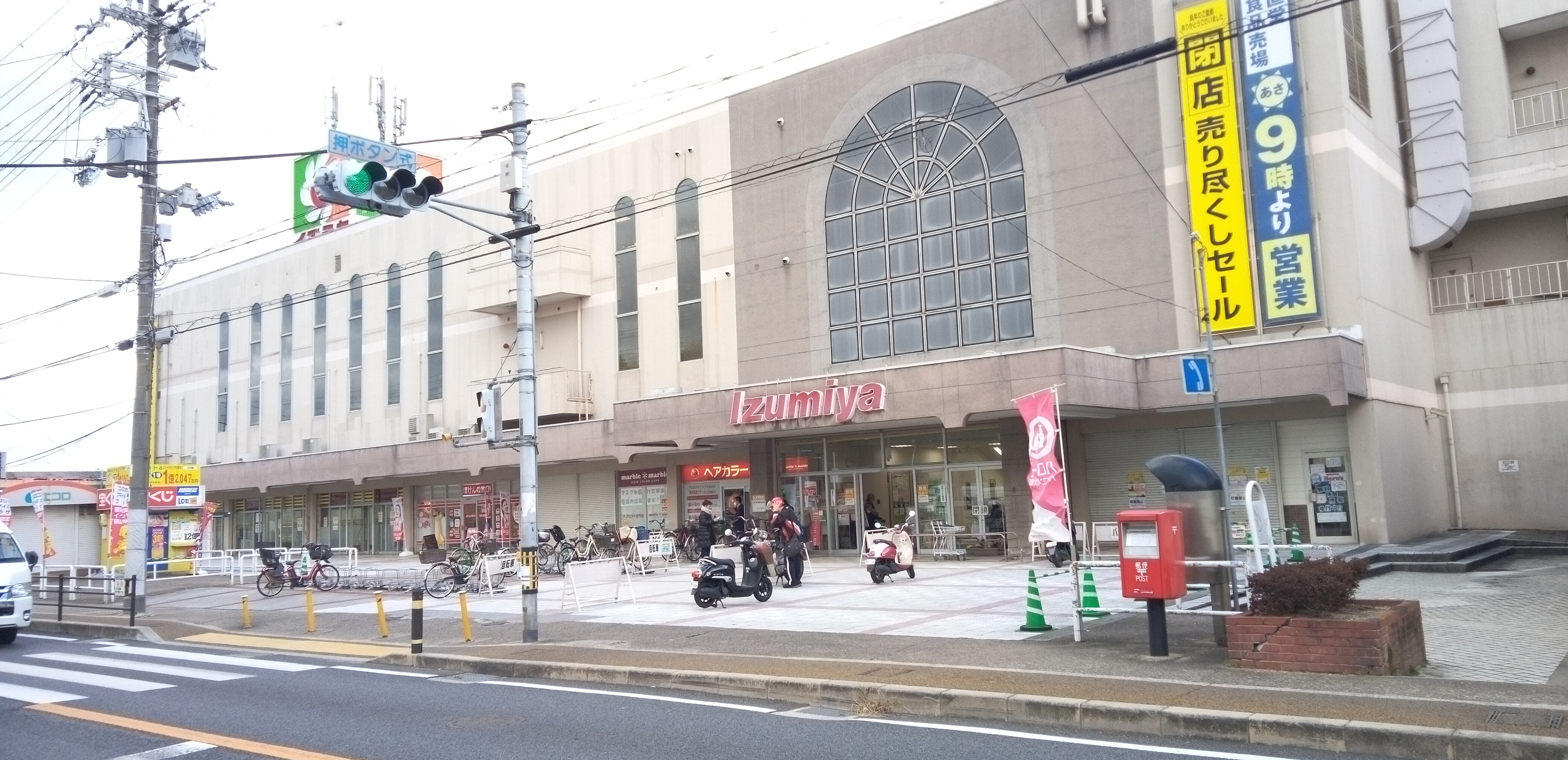
イズミヤ大久保店（京都府城陽市／2023年2月撮影）

### 商業施設
エイチ・ツー・オー リテイリング傘下に入る前から営業していたのは以下の2施設であるが、旧・阪急百貨店系列の阪急商業開発に移管された。現在は、エイチ・ツー・オー 商業開発が カナートモールなどの施設を運営している。
- 京都アバンティ（京都府京都市南区）
  - 京都駅八条口、子会社だったアバンティブックセンターが出店
- 洛北阪急スクエア（旧・カナート洛北、京都市左京区）
  - 高野橋東詰バス停または茶山駅最寄り、デイリーカナートイズミヤが核店舗

## 過去に存在したイズミヤの店舗

### 関東地区
- 牛久店（茨城県牛久市牛久町280[80]、1987年（昭和62年）3月25日開店[80] - 2017年（平成29年）2月1日閉店）

敷地面積約8,838m2、地下1階・地上13階建て、延べ床面積40,096.21m2、店舗面積約13,987m2（当社店舗面積約11,000m2）、駐車台数約550台。
牛久駅西口再開発ビルとして建設された牛久都市開発のショッピングセンター「エスカード牛久」の核店舗として出店した。
跡地には、TAIRAYAエスカード牛久店が入店。
- 東大宮店（埼玉県大宮市春野2（現・さいたま市見沼区）、1996年（平成8年）10月1日開店[83] - ）

敷地面積約13,818m2、地上3階建て、延べ床面積約15,705m2、店舗面積約10,358m2（当社店舗面積約8,244m2）、駐車台数約840台。
ショッピングセンターパトリアの核店舗として出店していた。建物は区分所有で取得していた。
店舗跡にはサンサンベルクス東大宮店が出店した。
- 江戸崎店（茨城県稲敷郡江戸崎町=現：稲敷市、1995年（平成7年）3月16日開店[87] - 2006年（平成18年）5月閉店）

「協同組合江戸崎ショッピングセンター」と共に開発した江戸崎ショッピングセンターパンプ（売場面積12,252m2、43店舗）の核店舗として出店していた
のちの売り場跡にはエコス（2016年5月閉店）→カスミ（2016年8月開店）、ツルハ、ダイソーがある。
- 板橋店（東京都板橋区前野町4-21-22[88]、1995年（平成7年）4月27日[55][89] - 2015年（平成27年）2月閉店）

特殊金属工業（現・特殊金属エクセル）の工場跡地に開店。敷地面積約10,537m2、地下1階・地上4階建て・塔屋2階、延べ床面積約26,235m2、店舗面積約13,200m2（当社店舗面積約9,000m2）、駐車台数約350台。
東京都内で唯一の店舗。閉店後、イオンスタイル板橋前野町店が同年11月21日に居抜き改装で開店した。
- 小山店（栃木県小山市、1994年（平成6年）6月9日開店[92] - 2015年（平成27年）8月閉店）

閉店後、ビルの所有権を小山市に無償譲渡。一部商業施設、小山市立生涯学習センター、シネマロブレは閉店後もビル内で存続。
- 八千代店（千葉県八千代市、1987年（昭和62年）4月18日開店[93] - 2016年（平成28年）6月閉店）

閉店後、MEGAドン・キホーテ八千代16号店が同年11月19日に開店。
- 検見川浜店　(千葉県千葉市美浜区真砂4-2-6[95]、1991年（平成3年）11月22日開店[95] - 2017年　(平成29年)5月10日閉店[96][97])

敷地面積約6,250m2、鉄筋コンクリート造・地下2階・地上5階建て、延べ床面積約29,985m2、店舗面積約15,949m2（当社店舗面積約9,560m2）
「検見川浜ベイサイドモールフェリア」の核テナントとして営業。
同店の閉店により、関東地方から撤退した。閉店後のテナントとして同年11月23日に「イオンスタイル検見川浜」が再オープンした。

### 中部地区
岐阜県
- 太田店（美濃加茂市太田町1758-1[99]、1970年（昭和45年）9月25日開店[100]）

売場面積3,340m2
衣料品店舗。
名鉄ショッピ内2〜4Fに出店。衣料品・日用雑貨のみ扱った。のちに1F食料品の名鉄パレが全館引継いだ。現在は解体され、名鉄不動産によるマンション。
- 多治見店（多治見市本町1-2[102][99]、1971年（昭和46年）10月1日開店[102]）

敷地面積約3,501m2、鉄筋コンクリート造地下1階地上4階建て塔屋2階、延べ床面積約13,827m2、店舗面積約8,319m2（当社店舗面積約3,369m2）、駐車台数約200台。
売場面積1,990m2
衣料品店舗。
名鉄ショッピ多治見店（現：多治見テラ）に出店。
- 那加店（各務原市那加新那加町27[103]、1971年（昭和46年）3月26日開店[100] - 1982年（昭和57年）6月閉店[47]）

敷地面積約7,484m2、鉄筋コンクリート造4階建て、延べ床面積約7,995m2、店舗面積約6,082.60m2（当社店舗面積2,251m2）、駐車台数約200台。
衣料品店舗。
名鉄ショッピ那加店に出店。
- 各務原店（各務原市鵜沼三ツ池町3-132[104][105]、1981年（昭和56年）7月3日開店[104][105]-2005年（平成17年）6月閉店[要出典]）

敷地面積約22,053m2、鉄筋コンクリート造2階建て・一部3階建て、店舗面積約8,894m2（当社直営店舗面積約5,403m2）、駐車台数約1,000台。
「各務原中央ショッピングセンター」の核店舗として出店していた。
跡地は現在、ヤマダ電機各務原店とニトリ各務原店。
- 真正店（本巣郡真正町政田字上市場1404[106]（現・本巣市）、1992年（平成4年）11月3日開店[106] - 2009年（平成21年）1月31日閉店）

敷地面積約108,227m2、地上2階建て、延べ床面積約29,800m2、店舗面積約18,900m2（当社店舗面積約13,000m2）、駐車台数約2,700台
リオワールドのキーテナントとして出店していた（現・LCワールド本巣）。なお、真正店の閉店により岐阜県のみならず中部地区からは全面撤退となった。
愛知県
- 名古屋店（名古屋市中村区名駅1-2-4[107]、1967年（昭和42年）6月1日開店[29][107]- 1997年（平成9年）2月閉店[108]）

売場面積1,300m2
メルサ駅前店5階に出店していた衣料品店。
店舗跡は改装され、4階から移転した店舗などが出店した。
- 豊田本町店（名古屋市南区豊田本町2-29-1[109][110]、1970年（昭和45年）5月29日開店[110]- 1973年（昭和48年）4月閉店[3][111]）

敷地面積約4,066m2、鉄骨鉄筋コンクリート造地下1階地上10階建て、延べ床面積約16,628m2、店舗面積約3,518.99m2（当社店舗面積約2,436m2）、駐車台数約35台。
衣料品店舗。豊田本町公団住宅1号棟（トスカビル）に出店していた。
- 堀田店（名古屋市瑞穂区惣作町2-4-1[113]、1970年（昭和45年）12月11日開店[113][114]- 1973年（昭和48年）2月閉店[3][111]）

敷地面積約1,928.38m2、鉄骨鉄筋コンクリート造地下1階地上4階建て塔屋1階、延べ床面積約8,951.98m2、店舗面積約4,256m2（直営店舗面積約2,574m2）。
「岩正製作所」の建設したビルに「名古屋ショッピ」がデベロッパーとなった、「名鉄堀田ショッピングセンター」の衣料品テナントとして開設したが、当社は1973年（昭和48年）2月に閉店した。
跡地はフィール堀田店。

### 近畿地区
大阪市
- 梅田店（北区堂山町117[116]、（1963年（昭和38年）3月30日開店[117]-1972年（昭和47年）12月閉店[111]）

売場面積1,287m2。
繁華街の一角に出店していたT字型の店舗で、地下1階と1階の2フロアの店舗だった。
- 京橋店（都島区東野田町1-6-1[99]、1970年（昭和45年）4月15日開店-1975年（昭和50年）閉店）
- 喜連店（平野区喜連町989-1[118]、 1969年（昭和44年）3月15日開店[118]-1971年（昭和46年）閉店）

売場面積1,282m2。
- 駒川店（東住吉区駒川町6[119]、1968年（昭和43年）8月24日開店[118]-2001年（平成13年）5月20日閉店）
売場面積2,970m2[119]。

近隣には『QANAT MALL（カナートモール）南田辺』が開店している。
- 千林店（旭区千林町3-83[116]、 1961年（昭和36年）10月開店[116]-1970年（昭和45年）閉店）
売場面積528m2[116]。

現在はジョーシンせんばやし店（2020年(令和2年)5月10日閉店）を経てドラッグミック千林店
- 千本店（西成区、1971年（昭和46年）閉店）
- 花園店（西成区花園町1-2-18[120]、1921年（大正10年）5月3日開店[121] - 花園ショッピングセンター1973年（昭和48年）8月4日開業[120] - 2017年（平成29年）10月1日閉店[要出典]）

敷地面積約2,651m2、鉄骨鉄筋コンクリート造地上6階建て塔屋1階、延べ床面積約10,652m2、店舗面積約1,122m2 → 約6,541m2（当社店舗面積約5,600m2）。
イズミヤの1号店であったが、建物老朽化に伴う建替のため一旦閉店となり、2019年11月28日に「デイリーカナートイズミヤ花園店」として営業を再開した。
- 都島店（都島区）[要出典]
- 上新庄店（東淀川区上新庄1丁目2番36号[123]、1974年（昭和49年）5月31日開店[124] ‐ 2021年8月29日閉店[要出典]）

敷地面積約8,248m2、鉄筋コンクリート造地下1地上4階建て塔屋1階、延べ床面積約18,281m2、店舗面積約9,718m2（当社店舗面積約8,393m2）、駐車台数約300台。
延べ床面積18,281m2、売場面積7,135m2 → 10,098m2。
耐震性能の不足による。
大阪府（大阪市以外）
- 布施店（東大阪市長堂1-64[125]、（1964年（昭和39年）6月10日開店[126]-1972年（昭和47年）閉店）
売場面積1,452m2[125] → 3,760m2[111]。

- 東大阪店（東大阪市、1971年（昭和46年）10月17日開店-1975年（昭和50年）閉店）
- 瓢箪山店（東大阪市末広町848[127]、1969年（昭和44年）4月18日開店[118]-1975年（昭和50年）閉店）
売場面積1,240m2[118]。
- 若江岩田店（東大阪市瓜生堂1-207[118][128]、1969年（昭和44年）5月2日開店[118][128]-2019年（令和元年）末閉店）[129][130]
敷地面積約20,891m2[128]、鉄筋コンクリート造地上3階建て塔屋1階[128]、延べ床面積約10,150m2[128]、店舗面積約4,684m2[119] → 約7,426m2[128]（当社店舗面積約5,801m2[128]）、駐車台数約550台[128]。
- 住道店（大東市大野1-1053-2[119]、1969年（昭和44年）3月28日開店[119]-2016年（平成28年）12月31日閉店）
売場面積4,799m2[119]。

建物老朽化に伴う建替のため、一時休業としての形で閉鎖。2018年（平成30年）7月21日より『QANAT MALL 住道』として業態転換し再オープン。
- 大東店（大東市住道2-1-103[132]、1978年（昭和53年）11月開店[132]-2018年（平成30年）6月5日閉店[要出典]）

大東サンメイツ一番館の売場面積13,865m2。
2000年（平成12年）7月29日に食品売り場を新装開店した。
食料品売場のみ建替えた住道店に実質移転。イズミヤ閉店後も営業していた大東サンメイツ一番館専門店街は2021年6月5日閉店。
- 東寝屋川店（寝屋川市大字打上221[135]、1979年（昭和54年）11月開店[136]-2019年（令和元年）5月6日閉店）
売場面積6,765m2[135]。

跡地はマンションを建設予定。
- 高槻駅前店（高槻市芥川町1-8-11[137]、1969年（昭和44年）3月1日開店[137]-1981年（昭和56年）閉店）
売場面積2,806m2[137]。
- 茨木店・本館（茨木市西駅前町4-104[99]・茨木駅前ビル[133]、 1970年（昭和45年）3月開店[133]-2020年（令和2年）8月2日閉店）

茨木駅前ビルは、延べ床面積26,742m2、売場面積2,900m2。
国鉄茨木駅前再開発事業で建設された茨木駅前ビルの核店舗として出店していた。
- 茨木店・別館（茨木市春日・茨木春日ビル[133]、 1974年（昭和49年）8月[111][133]31日開店-2001年（平成13年）9月30日閉店）

茨木春日ビルの売場面積3,902m2。
別館跡地は現在1Fがマルヤス、上層はマンションである。
- 堺東店（堺市堺区北瓦町1-37[119]、1965年（昭和40年）6月12日開店[139]-1997年（平成9年）閉店）
売場面積1,204m2[119]。
延べ床面積7,013m2[139]、売場面積約4,594m2[139]
- 鳳店（堺市西区東之町2-163[118]、1966年（昭和41年）4月4日開店[118]-?閉店）
売場面積1,006m2[119]。
- 岸和田店（岸和田市沼町334[119]、1968年（昭和43年）4月開店[140]）
敷地面積約7,062m2[140]、地上3階建て[140]、売場面積3,587m2[119]。

西岸和田店に統合。
- 西岸和田店（岸和田市港緑町2-1[141]、1997年（平成9年）3月19日開店[141]、2015年（平成27年）12月31日閉店[要出典]）

岸和田カンカンは、敷地面積約15,853m2、鉄骨造り地下1階・地上5階建て、延べ床面積約49,400m2、売場面積約15,051m2、駐車台数約1,300台。
岸和田旧港再開発事業「アクアベルデ岸和田」の一環として建設された「岸和田カンカン」の核店舗として開店した。
閉店後もカンカンベイサイドモール専門店は営業中。旧イズミヤの区画にはラ・ムーなどが出店している。
- 尾崎店（泉南郡阪南町尾崎86-1[143]（現・阪南市）、1974年（昭和49年）6月29日開店[143] - 2001年（平成13年）12月閉店[要出典]）

敷地面積約6,494m2、鉄骨鉄筋コンクリート造地上4階建て塔屋1階、延べ床面積約12,892m2、店舗面積約7,408m2（当社店舗面積約6,037m2） → 約8,514m2、駐車台数約450台。
「辻野開発」の「アミー南海」の核店舗として出店していた。
現在は万代が入っている。
- 泉佐野店（泉佐野市南中安松[145]、1980年（昭和55年）12月開店[145]-2019年（令和元年）9月16日閉店[広報 20]）

兵庫県
- （初代）尼崎店（兵庫県尼崎市神田中通5-203[27]、1959年（昭和34年）8月開店[25] - ?閉店）
売場面積約560m2[26]。
第2号店舗としてにを開店し、当社で初めてセルフサービス方式を導入した店舗だった[25]。
1961年（昭和36年）11月に併設する形で「ダイワ尼崎店」（店舗面積約396m2）が開店した[27]。
2013年（平成25年）3月19日に（2代目）「デイリーカナートイズミヤ尼崎店」が阪神尼崎駅の商業施設「アマスタ アマセン」内に開店した[146]。
- 伊丹店（伊丹市伊丹字山の上471-1[147]、1966年（昭和41年）3月18日開店-1976年（昭和51年）1月18日閉店）
売場面積1,287m2[147]。
昆陽店に実質移転。[要出典]昆陽店1974年（昭和49年）4月開店[111]
- 神戸デパート店[147] → 神戸店[118] → 西神戸店（神戸市長田区腕塚町5-5-12[148]、1966年（昭和41年）10月1日開店[147]-阪神・淡路大震災により閉店[149]）

敷地面積約3,049m2、鉄骨鉄筋コンクリート造地下1階地上7階建て塔屋2階、延べ床面積約17,129m2、店舗面積約7,351m2（当社店舗面積約2,017m2 → 約3,039m2）、駐車台数約60台。
「神戸都市振興」の「神戸デパート」の核店舗として出店していたが、阪神・淡路大震災直前の1994年（平成6年）12月に撤退を表明していた。
- 西宮店（西宮市 西宮市津門大塚町2-25[149]、1971年（昭和46年）6月5日開店[150]）

売場面積5,607m2。
阪神・淡路大震災により被災して休業となり、そのまま閉店となった。1〜3Fが店舗、上層はマンションであった。解体後、タワーマンションが建てられた。 2008年（平成20年）、約1km北側の阪急西宮ガーデンズ（西宮市高松町、阪急西宮スタジアム跡地）に核テナントの1つとして再進出している。
- 南淡店（南あわじ市（開店当時は三原郡南淡町）、1997年（平成9年）3月14日開店[152] - 2006年（平成18年）10月閉店[要出典]）

敷地面積約15,009m2、延べ床面積約9,889m2、店舗面積約6,900m2（当社店舗面積約4,200m2）。
「協同組合南淡ショッピングセンター」が開設した「ららウォーク」の核店舗として出店した。
閉店後は地元のスーパー「リベラル」が改装の上で営業するが自己破産により2019年11月26日に営業停止
- 神戸ポートアイランド店（神戸市中央区、2006年（平成18年）3月4日開店[155] - 2010年（平成22年）2月28日閉店[要出典]）

年間5億円の赤字が解消できる見込みが立たなかったため閉店となった。
- 西脇店（西脇市、2013年（平成25年）閉店）
- ハーバーランド店（神戸市中央区、2006年（平成18年）11月22日開店[157] - 2016年（平成28年）7月16日閉店[要出典]）

神戸ハーバーランドumieノースモールのB1〜1Fに出店していた。閉店後のテナントとして、2017年（平成29年）7月14日に『イオンスタイルumie』がオープンした。
京都府
- 福知山店（福知山市字天田木村前194-7[159]、1972年（昭和47年）9月30日開店[160][161]）

敷地面積約26,335m2、鉄骨鉄筋コンクリート造地上4階建て塔屋1階、延べ床面積約18,193m2、店舗面積約8,561m2 → 約8,366m2（当社店舗面積約6,337m2）、駐車台数約171台。
「福知山ファミリー」の核店舗として出店していた。
- 伏見店（京都市伏見区深草出羽屋敷町23[162]、1970年（昭和45年）3月16日開店[162] - 2017年（平成29年）10月7日閉店[要出典]）

敷地面積約13,100m2、鉄筋コンクリート造地上3階建て塔屋1階、延べ床面積約13,375m2、店舗面積約8,561m2約7,534m2（当社店舗面積約3,881m2）、駐車台数約457台。
建物老朽化に伴う建替のため、一時休業としての形で閉鎖。2018年（平成30年）12月13日より『QANAT MALL（カナートモール） 伏見』として業態転換し再オープン。
- 大久保店（城陽市大字平川小字室木85[165]、1971年（昭和46年）4月24日開店[165] - 2023年（令和5年）3月31日閉店[要出典]）

敷地面積約26,335m2、鉄筋コンクリート造地上4階建て塔屋1階、延べ床面積約18,193m2、店舗面積約10,888m2（当社店舗面積約8,092m2）、駐車台数約960台 → 725台。
奈良県
- 大和高田店（大和高田市片塩町4-11[99]、 1972年（昭和47年）開店[167]-閉店）

売場面積5,567m2
現在はマンション
- 王寺店（北葛城郡王寺町王寺2-6-1[99]、2010年（平成22年）2月24日閉店）

売場面積4,481m2
現在はスーパーマーケットヤオヒコが入店。2010年（平成22年）4月に広陵町へスーパーセンター広陵店として移転。
和歌山県
- 紀伊田辺店（田辺市東山、1983年（昭和58年）開店 - 2001年（平成13年）4月1日閉店）[168]
- 紀伊川辺店 (和歌山市、2008年（平成20年）4月23日開店[169] - 2023年 (令和5年) 3月26日閉店[170])

跡地はカインズ和歌山店が出店予定。
滋賀県
- 堅田店(大津市、2005年（平成17年）12月14日開店[171] - 2023年（令和5年）1月9日閉店[広報 22])

びわ湖タワー跡地に出店した当社の滋賀県第1号店だった。

### 中国・九州地区
島根県
- 木次店（雲南市、1993年（平成5年）10月[173] - 2015年（平成27年）4月12日閉店[174]）

4階建て、売場面積5,900m2。
商業施設「SCサン・チェリヴァ」の中核テナントとして入居していたが、イズミヤの中国地方からの撤退方針と不況や競合激化で収益が悪化により閉店。
店舗跡は買い物難民解消を目指して雲南市が建物を買収し、2016年（平成28年）3月9日に「マルシェリーズ」として新装開店し、松江市に本拠を置くスーパーのマルマンやダイソーなどが出店した。
- ショッピングタウン グリーンモール（江津市嘉久志町2306-30[177][178]、1981年（昭和56年）10月29日[177] - 2017年（平成29年）1月3日閉店[要出典]）

敷地面積約10,304m2 →約27,825m2、鉄骨鉄筋コンクリート造地上2階建て塔屋1階、延べ床面積約6,082m2 → 約15,940m2、店舗面積 → 約10,074m2、駐車台数約250台 → 約1,000台。
江津駅から約500mで国道9号線バイパスから約100mの江津市の中心街の一角に出店していた。
3階にある屋上駐車場が一般道に面している構造の店舗だった。
地元企業が共同出資する「協同組合グリーンモール」がイズミヤと提携して運営し、阪急百貨店のギフト商品なども取り扱っていた。
人口減少や経営ノウハウ・有力テナントの不足などで経営が悪化し、イズミヤの中国地方からの撤退が重なり閉店。同店の閉店をもって完全に中国地方から撤退した。
跡地はイズミが取得し、2017年（平成29年）5月2日にゆめタウン江津として開業。
岡山県
- 津高店（岡山市北区横井上字垣ケ坪83-3[180]、1985年（昭和60年）6月開店[181] - 2016年（平成28年）8月21日閉店[8]）

1993年（平成5年）11月に売場面積を6,300m2から13,110m2に増床した。
この店の閉店により、中国地方から直営店が撤退。閉店後、2017年（平成29年）3月28日より中国地方でスーパーマーケット事業を展開しているエブリイ初の大型商業施設『エブリイOkanaka津高』として営業。
宮崎県
- 宮崎店（宮崎市京塚町193[184]、1972年（昭和47年）10月21日開店[185][184] - 2020年（令和2年）2月20日閉店[10]）

敷地面積約10,890m2、鉄骨鉄筋コンクリート造地下1階地上11階建て塔屋2階、延べ床面積約10,000m2、店舗面積約5,458.71m2（当社店舗面積約3,248.00m2）、駐車台数約450台。
『みやざきショッピングセンター』（商業施設面積9,267.72m2、38店舗）の核店舗として開業した。
九州地方で唯一のイズミヤ店舗で、『レマンショッピングセンター』の中核テナントとして営業していた。同ショッピングセンター隣には『宮崎レマンホテル』が存在したが、ホテルの営業は2013年（平成25年）9月末を以て終了した。

## グループ企業
- カンソー - 総合ビルメンテナンス業を運営。
- 蘇州泉屋百貨有限公司 - 中国における百貨店の経営。
- イズミヤカード - 保険代理店事業・クレジットカード事業・旅行代理店（レマントラベルサービス）等を展開していた。

現在は保険代理店事業、旅行業、電子マネー事業を株式会社ペルソナに移管し、貸金業、割賦販売業を廃業している。

### かつてのグループ企業
- 宮崎レマンホテル（宮崎県宮崎市京塚1-5-2[186]、1973年（昭和48年）4月設立[187]。2013年（平成25年）11月30日解散[広報 5]。

イズミヤ宮崎店隣でホテルを運営していた。ホテルは2013年9月末に営業終了。
- 木次リテイル・サービス - 島根県雲南市木次町のショッピングセンター「サン・チェリヴァ」を運営していた[188]。
- アバンティブックセンター - 書籍・雑誌の販売。「アバンティブックセンター」「アミーゴ書店」を運営。2015年度第3四半期に保有株式を売却[広報 25]。
- サン・フレッシュ

鮮魚・寿司の専門店。2016年度に会社清算。
- はやし - 大阪の中堅食品スーパーマーケット[69]。2017年3月1日にカンソーが吸収合併。
- フォード関西（旧オートラマ関西）

1982年（昭和57年）6月設立。フォード車の自動車ディーラー。1996年（平成8年）にはオートラマが大阪府・奈良県で直営していた直営ディーラー「フォードウイング」の運営を引き継ぐ。しかし事業整理のため2000年10月をもって撤退。全店舗の営業をフォード・ジャパンの直営ディーラー「フォード・ジャパン・ディーラー・リミテッド」に移管する。
- ユーノスアーバン - マツダ・ユーノス車の自動車ディーラー。ユーノス販売網に加入していたJR西日本が1993年（平成5年）に事業撤退するのに伴い、大阪市阿倍野区天王寺で運営していた店舗を引き継ぎ「ユーノスアーバン」として営業していた[192]。ユーノス店廃止とともにマツダアンフィニ店に転換し「マツダアンフィニアーバン」として営業していたが1997年8月31日にて閉店[193]。建物は「ホンダカーズ大阪天王寺店」として存続中[194]。
- 株式会社 友隣（大阪府泉佐野市住吉町2-9[195]、1976年（昭和51年）2月設立[196]、資本金5億円[195]）

ジャスコとの折半出資で設立した泉佐野にあった当社の配送センターを共同利用化することを目的に設立された物流企業であった。泉佐野センターでは加工食品と家庭用日用雑貨の配送を担当していた。1982年（昭和57年）3月に大阪南港に南港センターを新設し、日配品の共同配送も開始した。
後に完全子会社化、サン・ロジ・サービスを経て2014年12月1日に吸収合併。
- 花園食品工業株式会社

「株式会社 友隣」の関連会社として、同社泉佐野センター別館で、日配食品（うどん・そば・コンニャクなど）の製造を行い、イズミヤ・ジャスコ共同企画商品として供給していた。
2003年（平成15年）7月完全子会社化、2008年3月デリカ・アイフーズを経て2016年12月1日に阪急デリカと合併。（現在の阪急デリカアイ）
- 大阪デリカ

ジャスコと折半出資で米飯関係と寿司などの加工食品の製造・販売。
2003年（平成15年）7月完全子会社化、2008年（平成20年）3月に本体の惣菜事業を継承して商号を「株式会社デリカ・アイフーズ」へ変更した。2016年12月1日に阪急デリカと合併。（現在の阪急デリカアイ）
- アイク - ジャスコ・ユニー・忠実屋・ユニードの5社合弁の開発輸入商社。（現在のイオントップバリュ）
- イズミヤ総研 - マーケットリサーチ、情報提供サービス業（シンクタンク）を運営。2020年度に会社清算。
- ペリカン（1968年（昭和43年）4月設立[187]）

玩具・人形・自転車などの販売を行っていた。
2021年、ヘルスケア事業を展開するアトラグループに売却。
かつてはアパレル・スポーツ用品事業も展開していたが、2017年に株式会社アクトに会社分割し、先に撤退した。

## 備考
- エイチ・ツー・オー リテイリンググループ入りした2014年6月1日から、イズミヤ直営の店舗で阪急百貨店と阪神百貨店がそれぞれ発行した商品券および全国百貨店共通商品券が利用できるようになった（全国百貨店共通商品券は株式会社阪急阪神百貨店以外で発行されたものも利用可能）。なお、まるとく市場各店とイズミヤグループの一部店舗（はやし、カナートなど）では商品券は利用できない。[要出典]
- 中元と歳暮のギフトに関しては、エイチ・ツー・オー リテイリング傘下になってからは、阪急百貨店と共通の物（一部商品除く）をイズミヤ各店（まるとく市場と食品を取り扱わない店舗除く）で扱う形に移行している。[要出典]
- 中国の現地法人では高級路線を取っている。上記の蘇州泉屋百貨有限公司による百貨店運営のほか、阪急百貨店ベースで、エイチ・ツー・オー リテイリング系列の百貨店・ショッピングモール複合施設「寧波阪急」でもデパ地下の一部に食品スーパーを出店している[広報 28]。